# Arquitectura medieval

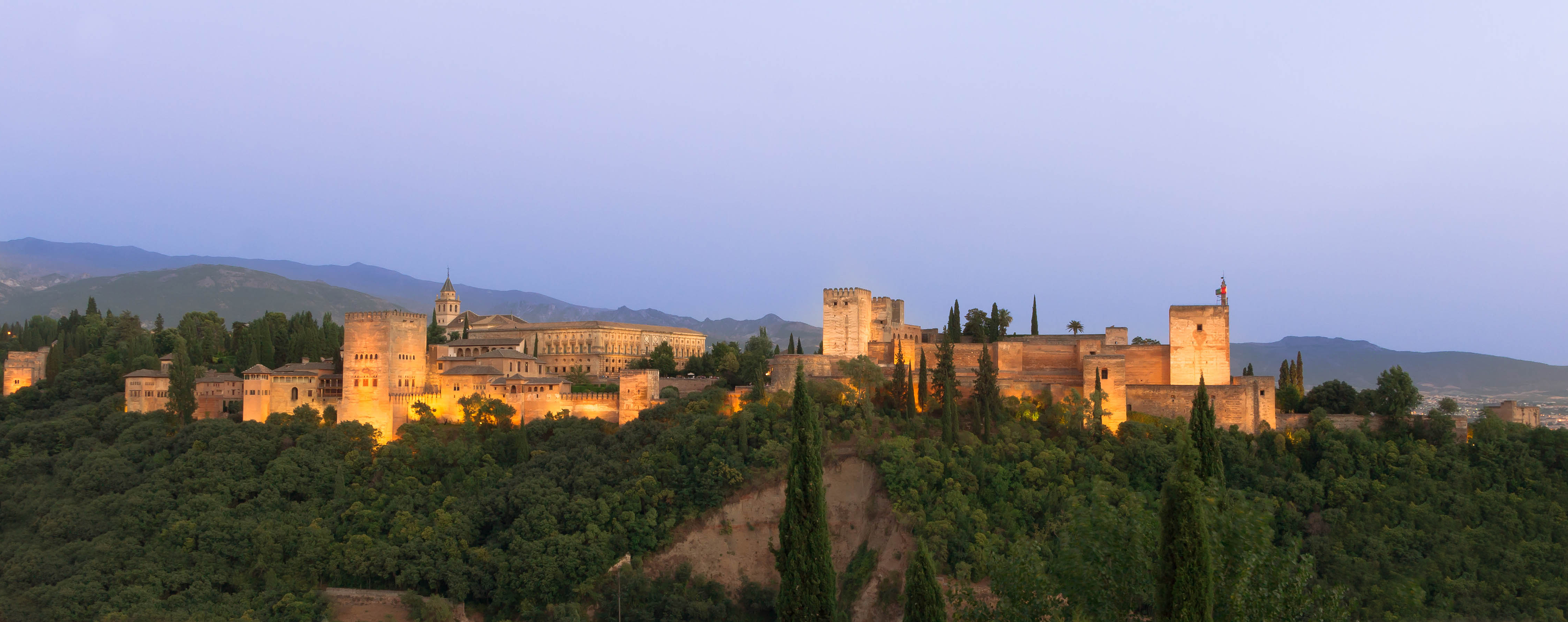
Alhambra de Granada.

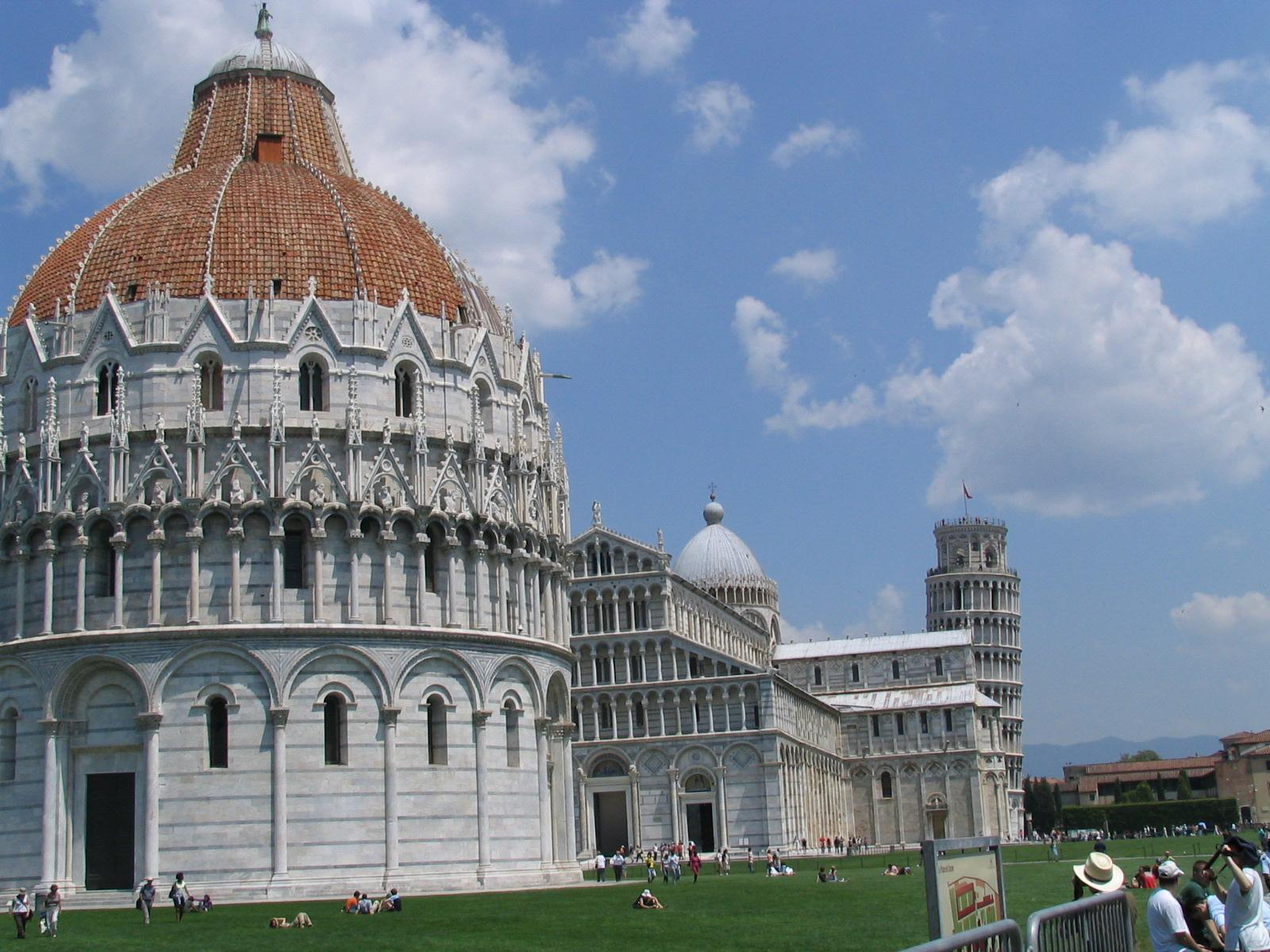
Baptisterio, iglesia y campanile (torre campanario) en la Catedral de Pisa. La tradición de la arquitectura italiana es mantener separados los tres edificios.

Arquitectura medieval es una expresión historiográfica que engloba la producción arquitectónica del arte medieval. En la arquitectura de la Edad Media se desarrollan principalmente tres estilos: el Bizantino, a que influye durante todo el período, el románico entre los siglos XI y XII, y el estilo gótico entre el siglo XII hasta el siglo XV.
Los principales hechos que influyeron la producción arquitectónica medieval fueron el enrarecimiento de la vida en las ciudades (con la consecuente ruralización y feudalización de Europa) y la hegemonía en todos los órdenes de la Iglesia católica. A medida que el poder secular se sometía al poder papal, pasaba a ser la Iglesia la que aportaba el capital necesario para el desarrollo de las grandes obras arquitectónicas. La tecnología del periodo se desarrolló principalmente en la construcción de las catedrales, estando el conocimiento arquitectónico bajo el control de los gremios.
Durante prácticamente todo el periodo medieval, la figura del arquitecto (como creador solitario del espacio arquitectónico y de la construcción) no existe. La construcción de las catedrales, principal esfuerzo constructivo de la época, es acompañada por toda la población y se inserta en la vida de la comunidad a su alrededor. El conocimiento constructivo es guardado por los gremios, que reunían decenas de maestros y obreros (los arquitectos de hecho) que conducían la ejecución de las obras pero también las elaboraban. Es el origen de las asociaciones que terminarán conociéndose como masonería (masón = albañil).
La Cristiandad definió una nueva visión del mundo, que no solo sometía los deseos humanos a los designios divinos, sino que esperaba que el individuo buscara lo divino.  Igual que en la antigüedad se usaban ladrillos hechos con barro.En un primer momento, y debido a las limitaciones técnicas, la concepción del espacio arquitectónico de los templos se vuelve hacia adentro, según un eje que incita al recogimiento. Más tarde, con el desarrollo de la arquitectura gótica, se busca alcanzar los cielos a través de la inducción de la perspectiva hacia lo alto.

## Funciones

### Arquitectura religiosa

#### Arquitectura religiosa cristiana
La planta basilical, derivada de la basílica romana, no se incorporó a la arquitectura paleocristiana con la cristianización del Imperio romano a partir del siglo IV. En la arquitectura bizantina se desarrolló la planta centralizada (como la planta de cruz griega), que se utiliza también en el arte carolingio. La planta de cruz latina fue común en la arquitectura religiosa de la cristiandad latina en la Edad Media a partir del románico, al divulgarse el modelo de iglesia de peregrinación en el Camino de Santiago. La cabecera de las iglesias se destacaba con un ábside, a veces multiplicado (absidiolos). De las iniciales cubiertas planas se pasó a las abovedadas, reservando el mayor desafío técnico: la cúpula, para espacios destacados. La cúpula de Santa Sofía de Constantinopla se planteó explícitamente como una superación del paganismo representado por la cúpula del Panteón de Roma. Las fachadas, inicialmente muy poco significativas, se fueron desarrollando cada vez más, acogiendo decoración escultórica y flanqueándose por torres, que también se disponían en otros puntos, especialmente en el crucero, donde en caso de no cubrirse con una cúpula, se levantaba un cimborrio.
Mientras que en Europa Oriental el monasterio desarrollaba sus propios modelos (monasterios del Monte Athos), en Occidente las reformas cluniacense (Monasterio de Cluny) y cisterciense (arquitectura cisterciense, en la transición del románico al gótico) fueron incorporando elementos arquitectónicos definitorios, como el claustro, el refectorio, la sala capitular, el scriptorium, etc.
Además de los diferentes elementos arquitectónicos, fueron evolucionando las concepciones de los espacios interiores y las soluciones técnicas para cubrir espacios cada vez más amplios, altos e iluminados.

Ejemplo de arquitectura cristiana
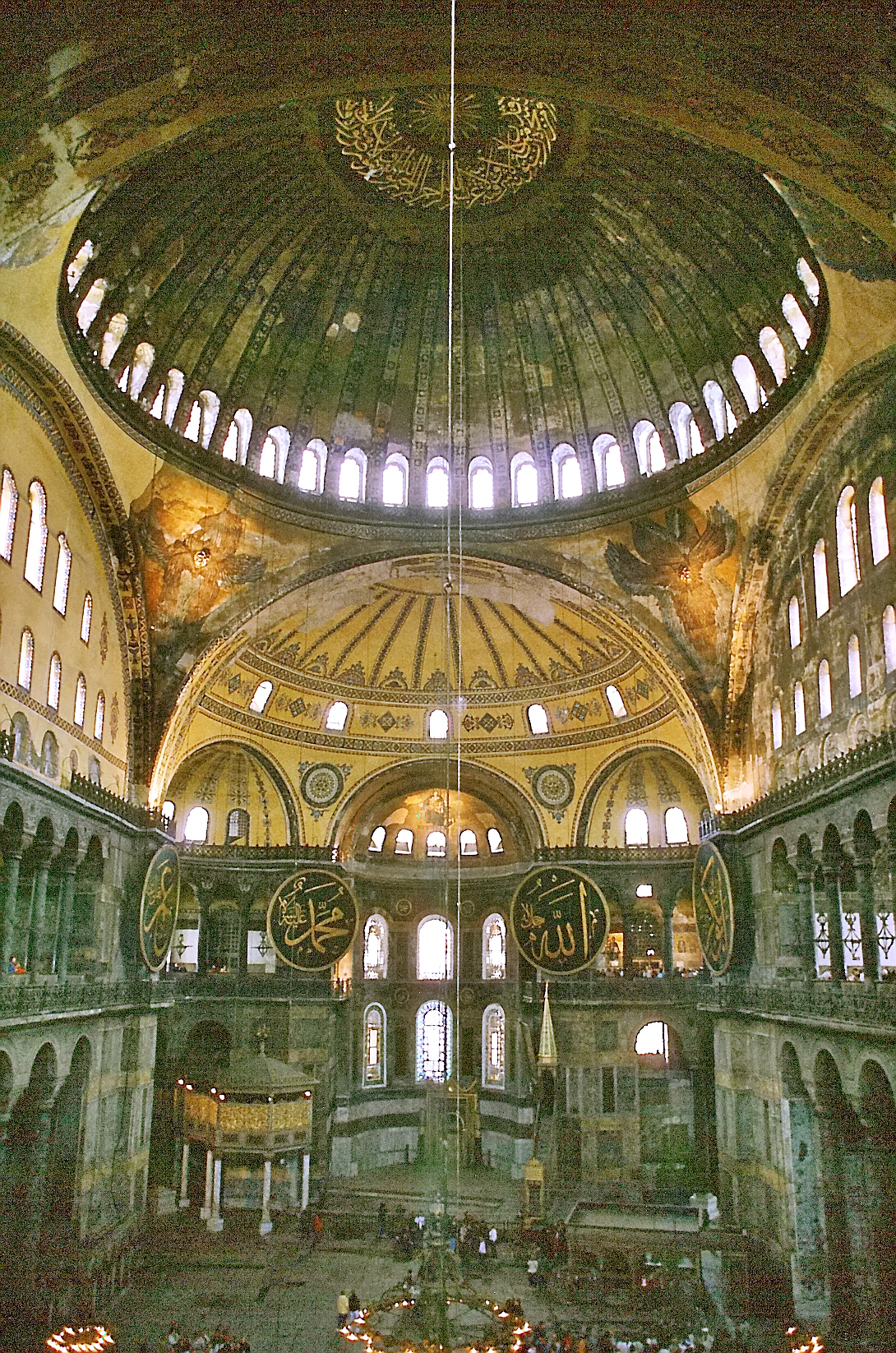
Santa Sofía
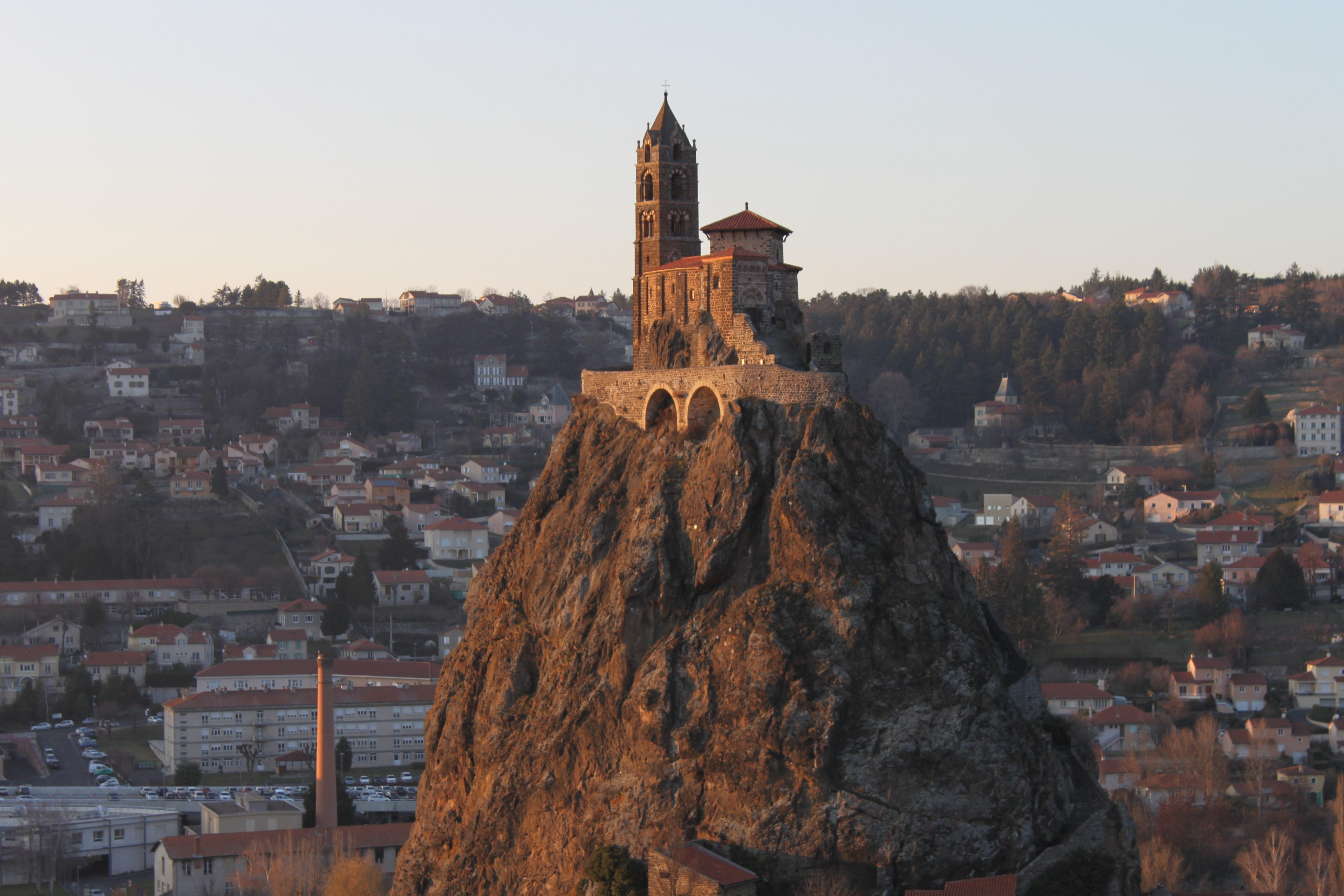
Saint-Michel d'Aiguilhe
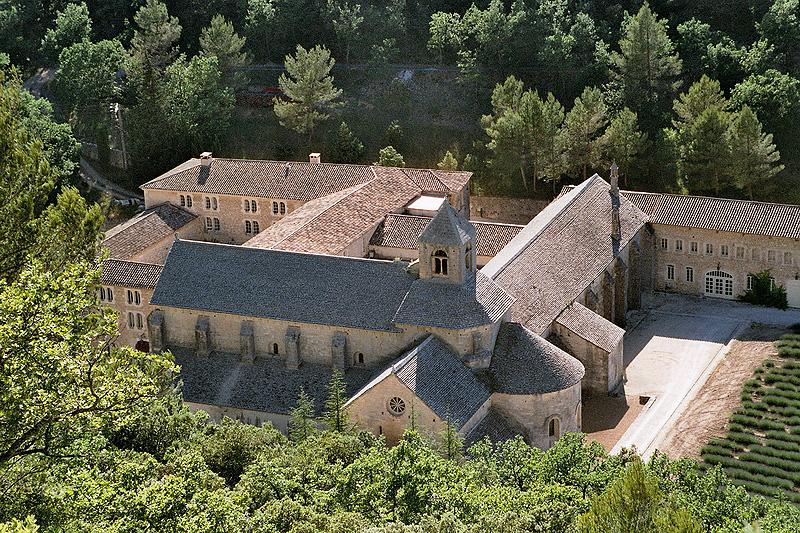
Abadía de Sénanque
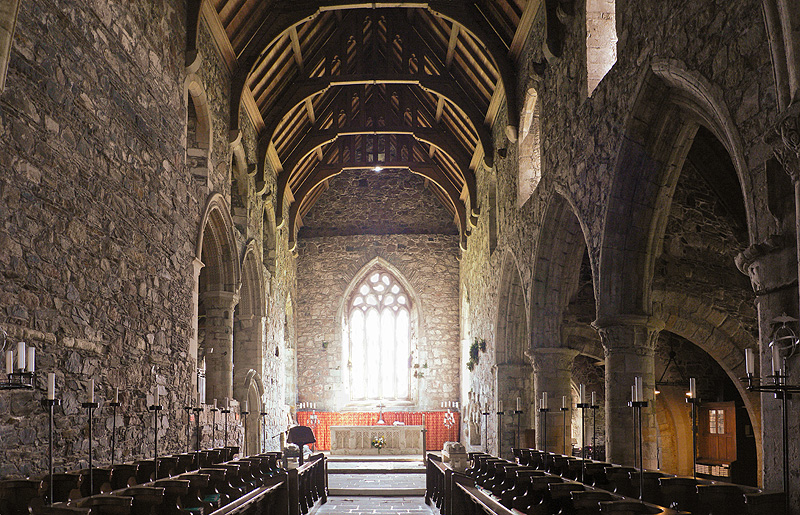
Iglesia de la abadía de Iona

#### Arquitectura religiosa musulmana
La mezquita es el edificio religioso islámico, y su estructura se deriva de la casa de Mahoma en Medina (sala de oraciones -con un muro denominado alquibla que se orienta a La Meca y un mihrab especialmente decorado-, patio de abluciones, alminar). Además de la mezquita de La Meca, cuyo patio aloja la Kaaba, en cada ciudad se construyó una mezquita mayor y tantas mezquitas de barrio   como fueron necesarias. La reutilización de edificios religiosos de las zonas conquistadas determinó en cada lugar la adopción de formas y elementos arquitectónicos de la arquitectura persa, indostánica, bizantina o visigoda.

Ejemplo de arquitectura musulmana
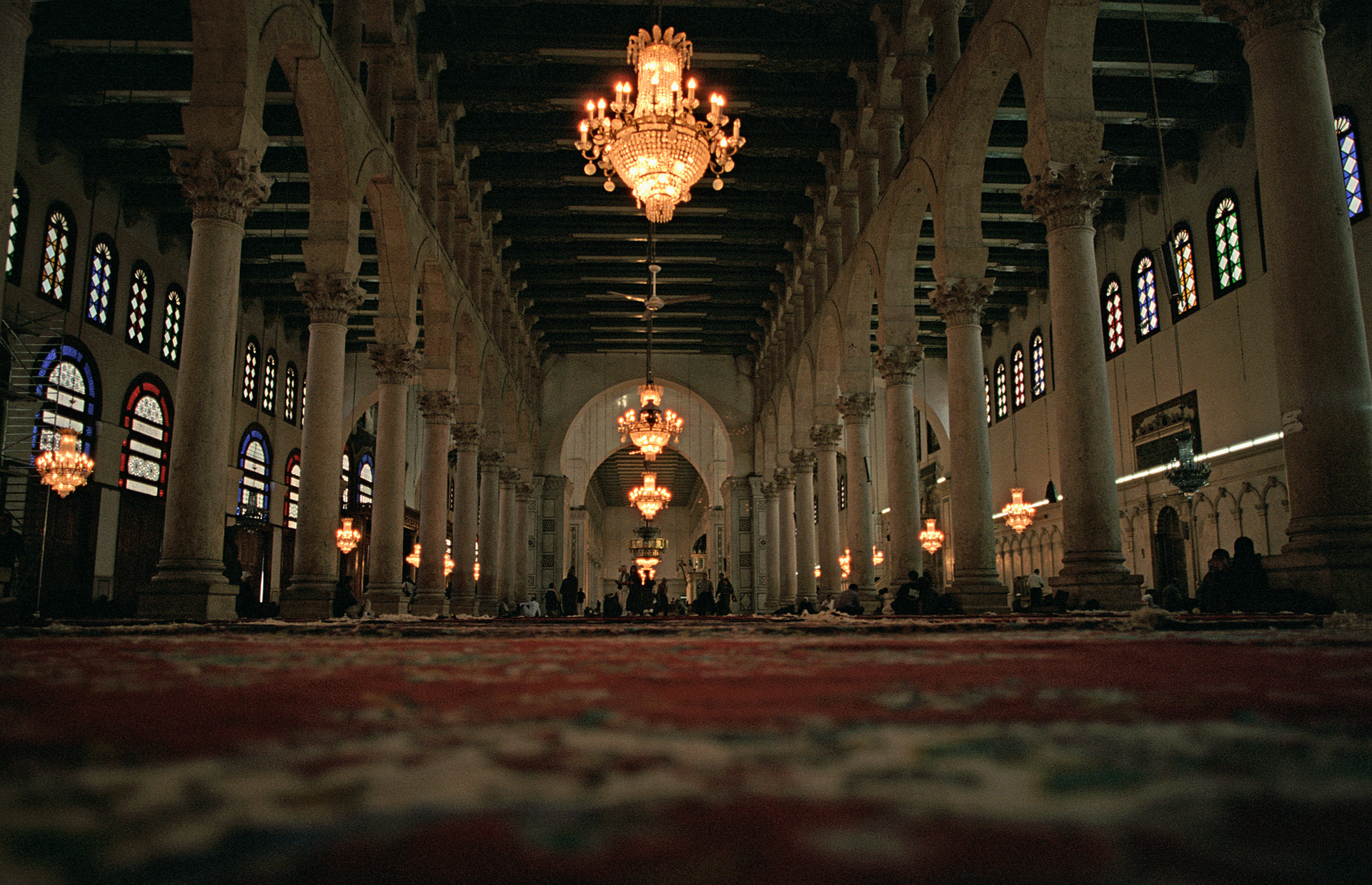
Mezquita de los Omeyas de Damasco
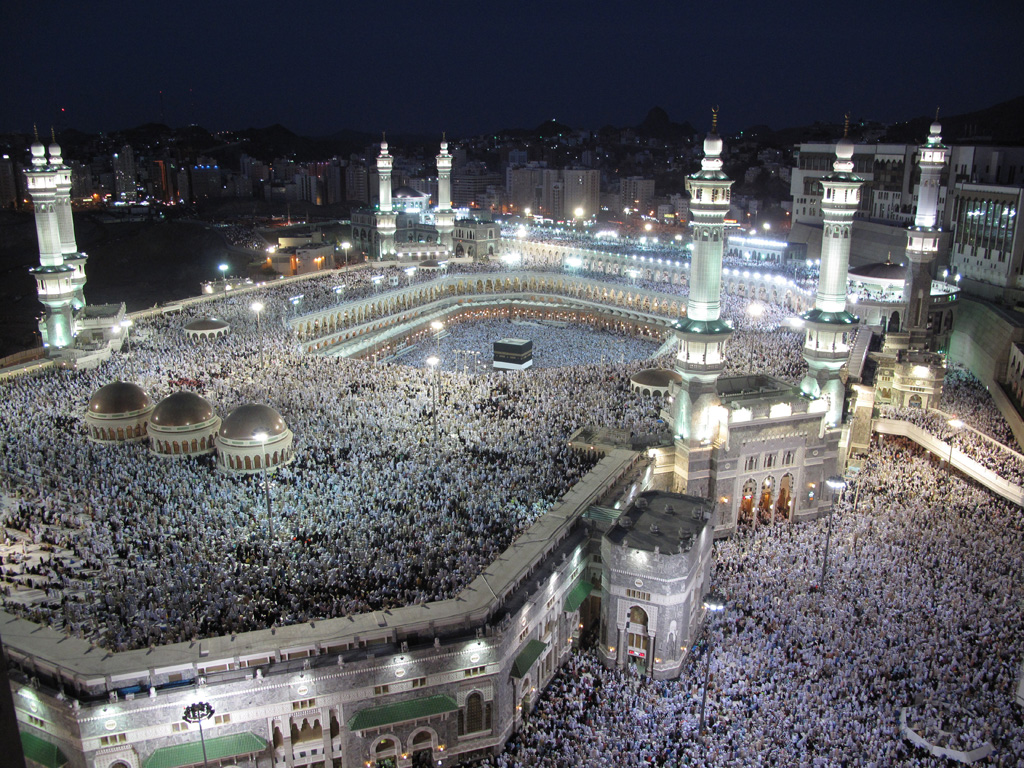
Mezquita de La Meca
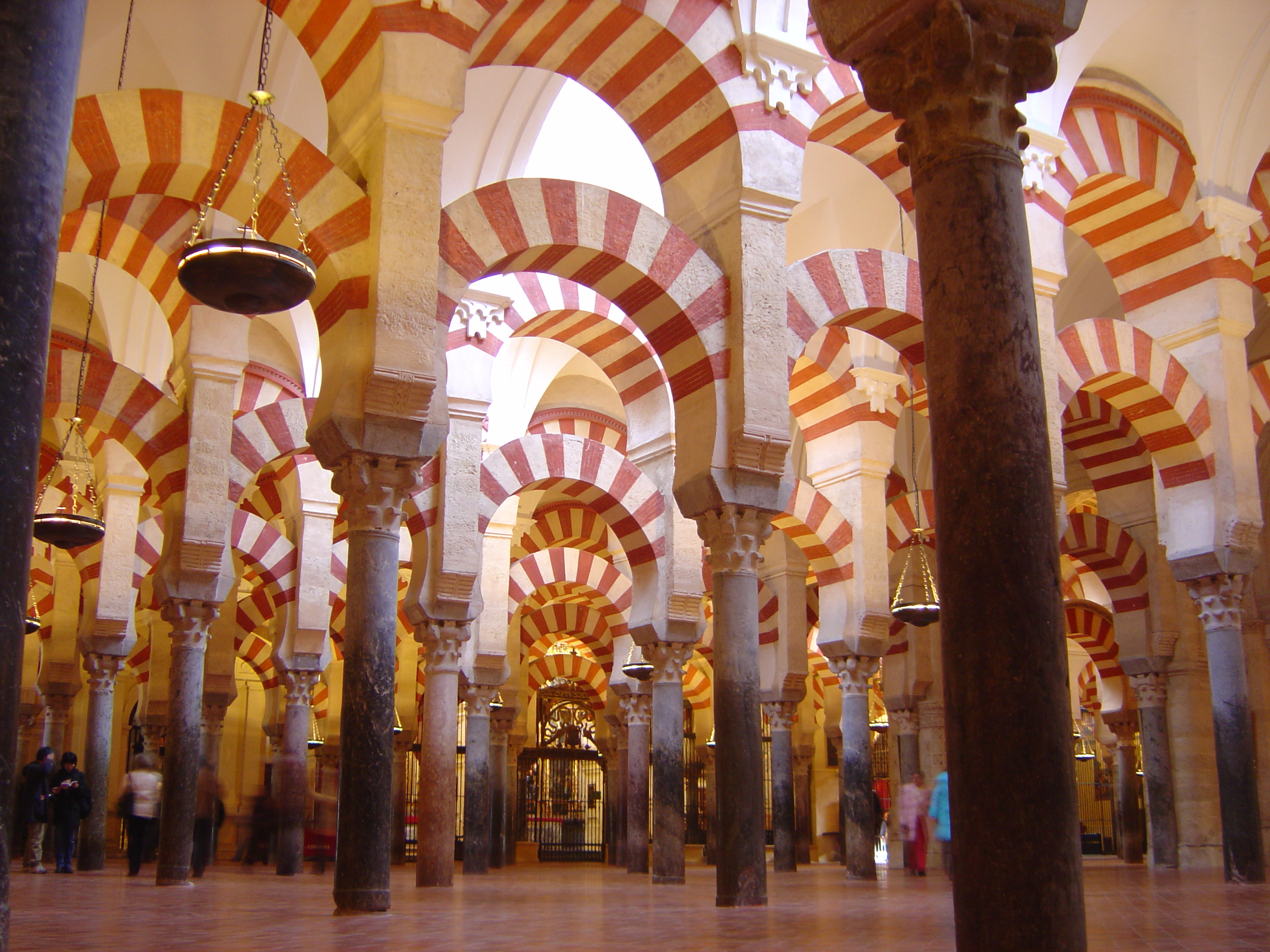
Mezquita de Córdoba
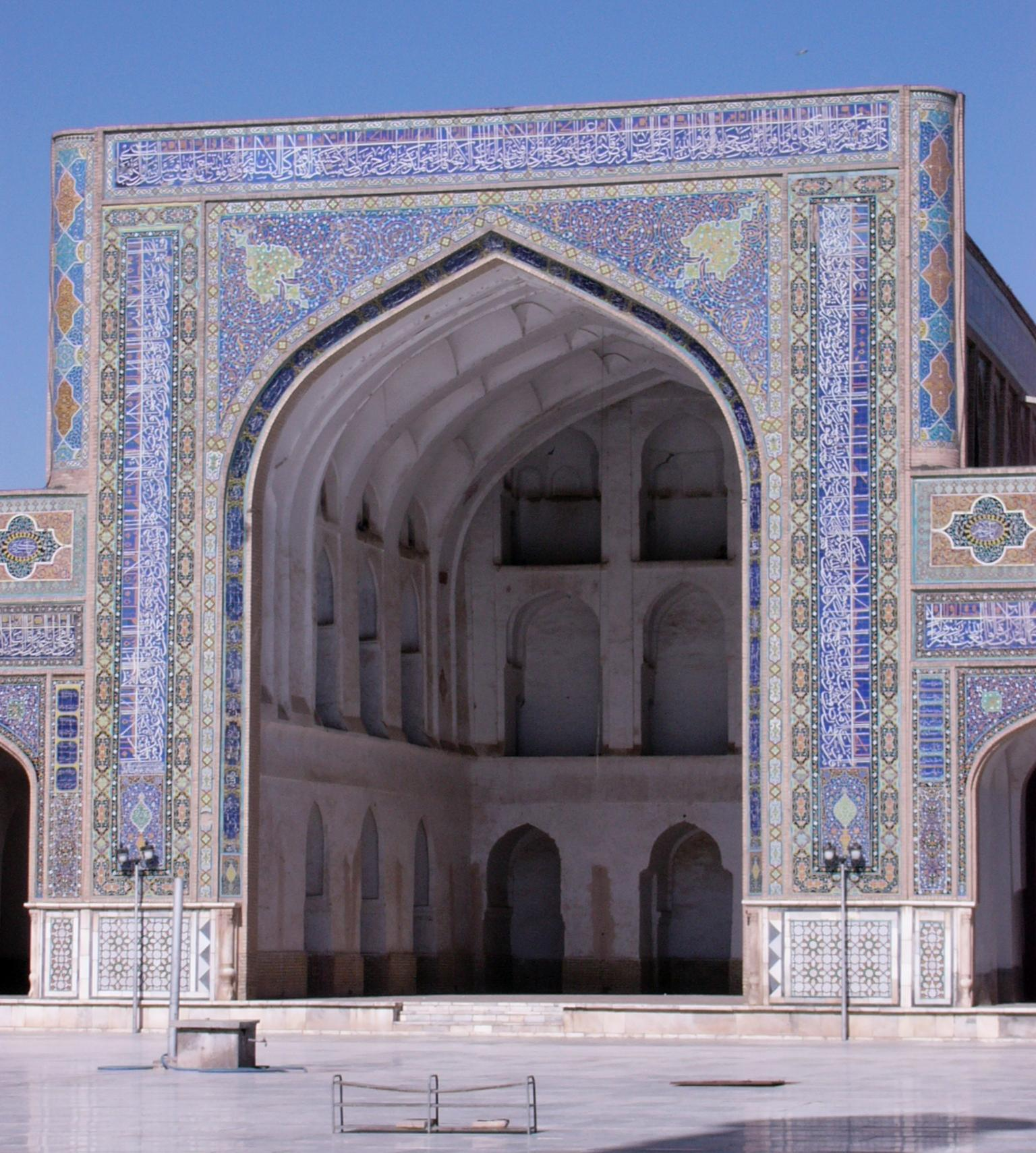
Mezquita de Herat, Afganistán.
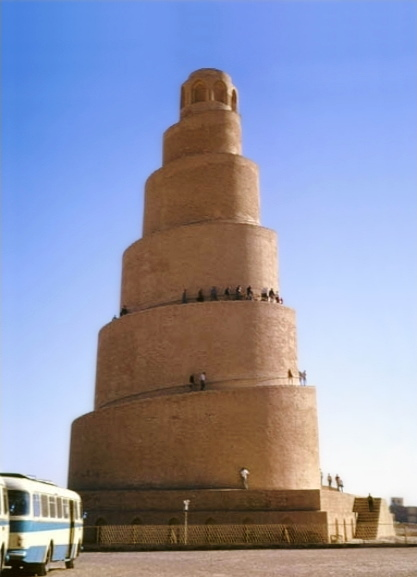
La Gran Mezquita de Samarra, Irak
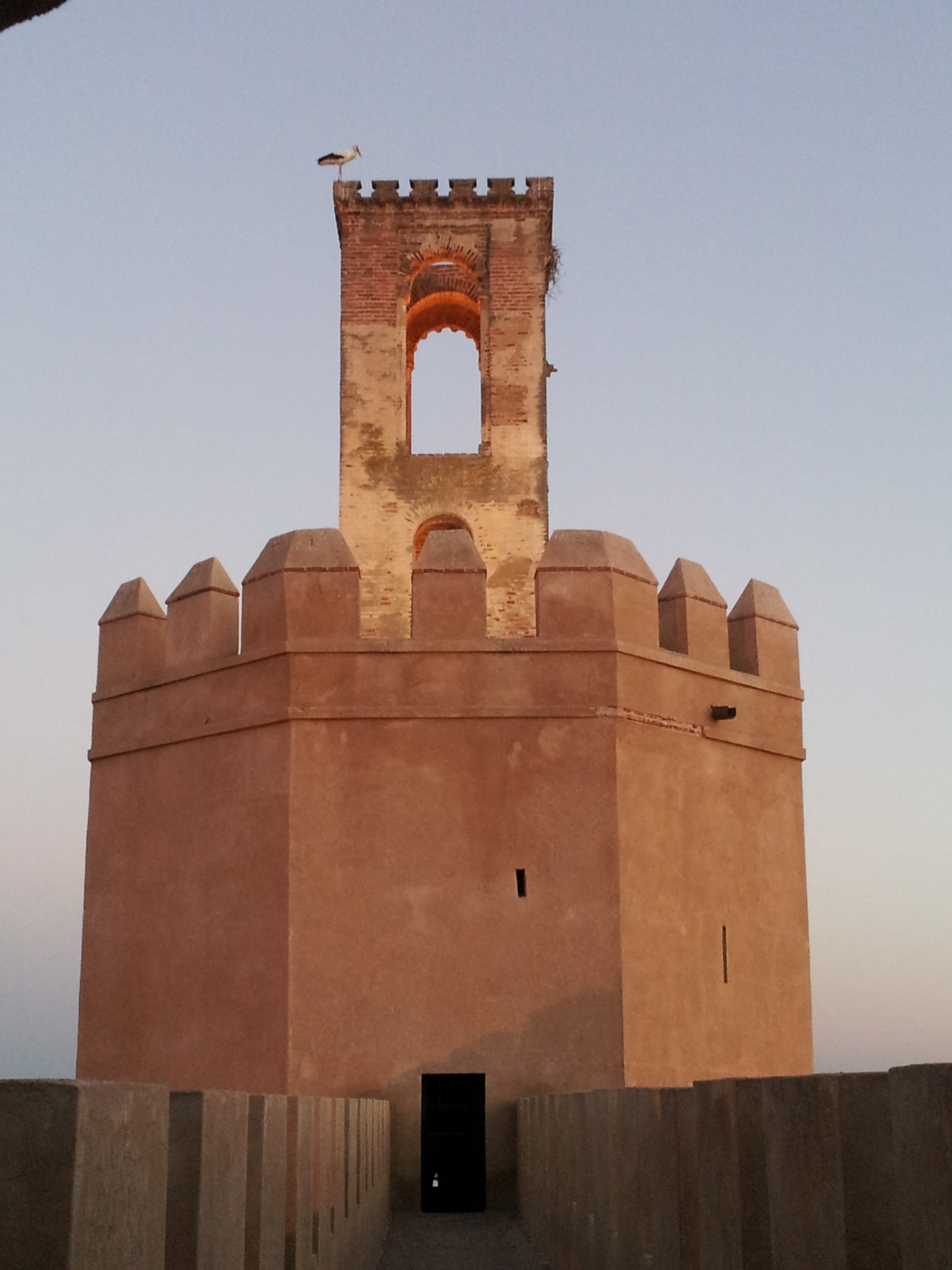
Torre de Espantaperros en la Alcazaba de Badajoz, España

### Arquitectura militar
Torres, castillos, murallas y otros ejemplos de arquitectura militar, así como las propias ciudades amuralladas (incastellamento) son muy características de la Edad Media.
Las fortificaciones y sus elementos funcionales o decorativos (almenas o merlones, torreones, bastiones, barbacanas, fosos), así como la forma y tamaño de los vanos, se fueron adecuando a la tecnología militar de cada época. A veces se utilizaban con criterios iconográficos, indicando con su forma determinadas cuestiones identitarias, como las almenas güelfas y gibelinas, o las saeteras cruciformes.

Ejemplo de arquitectura militar
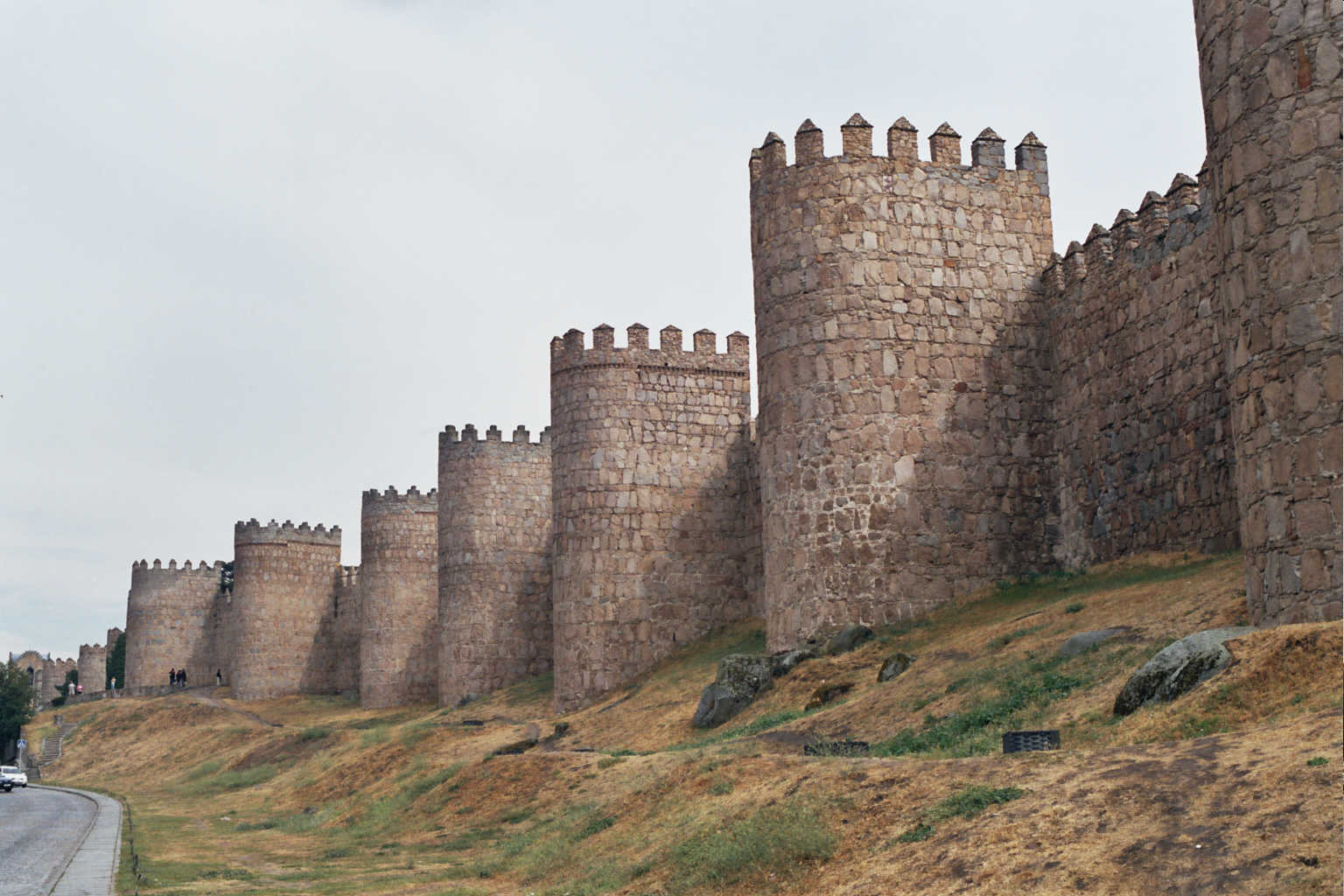
Murallas de Ávila (siglo XI)
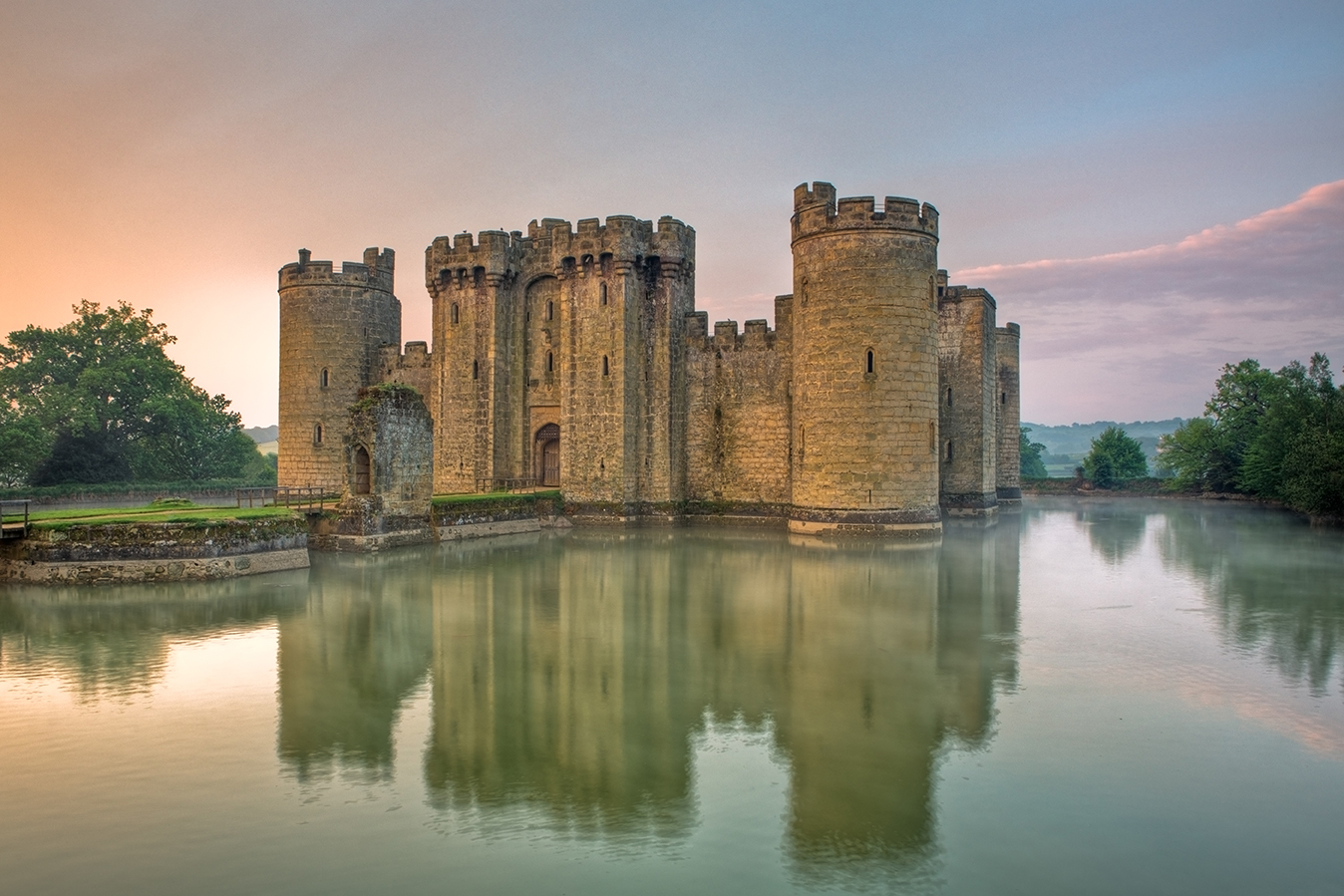
Castillo de Bodiam, siglo XIV, Inglaterra.
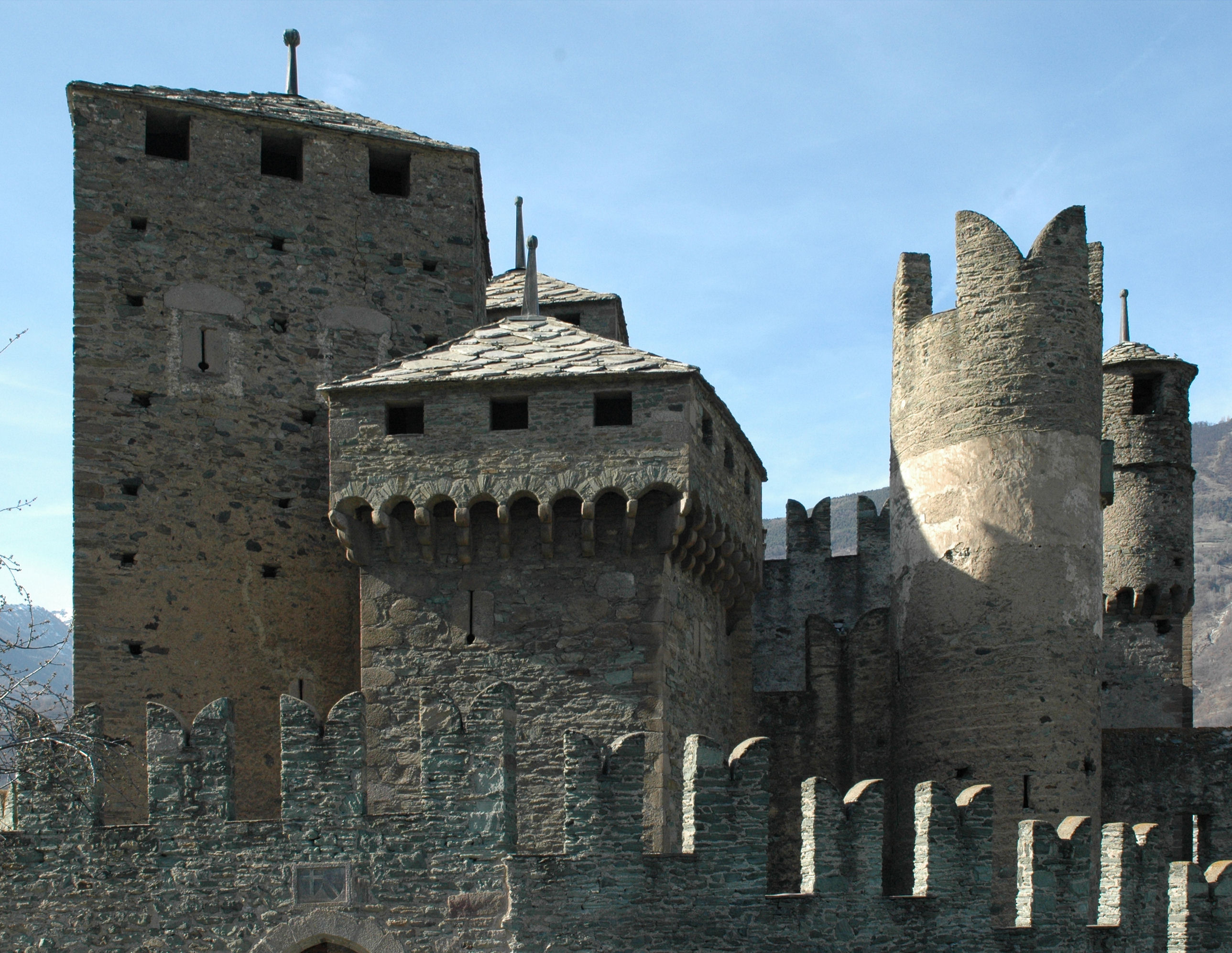
Castillo de Fenis, con sus almenas gibelinas
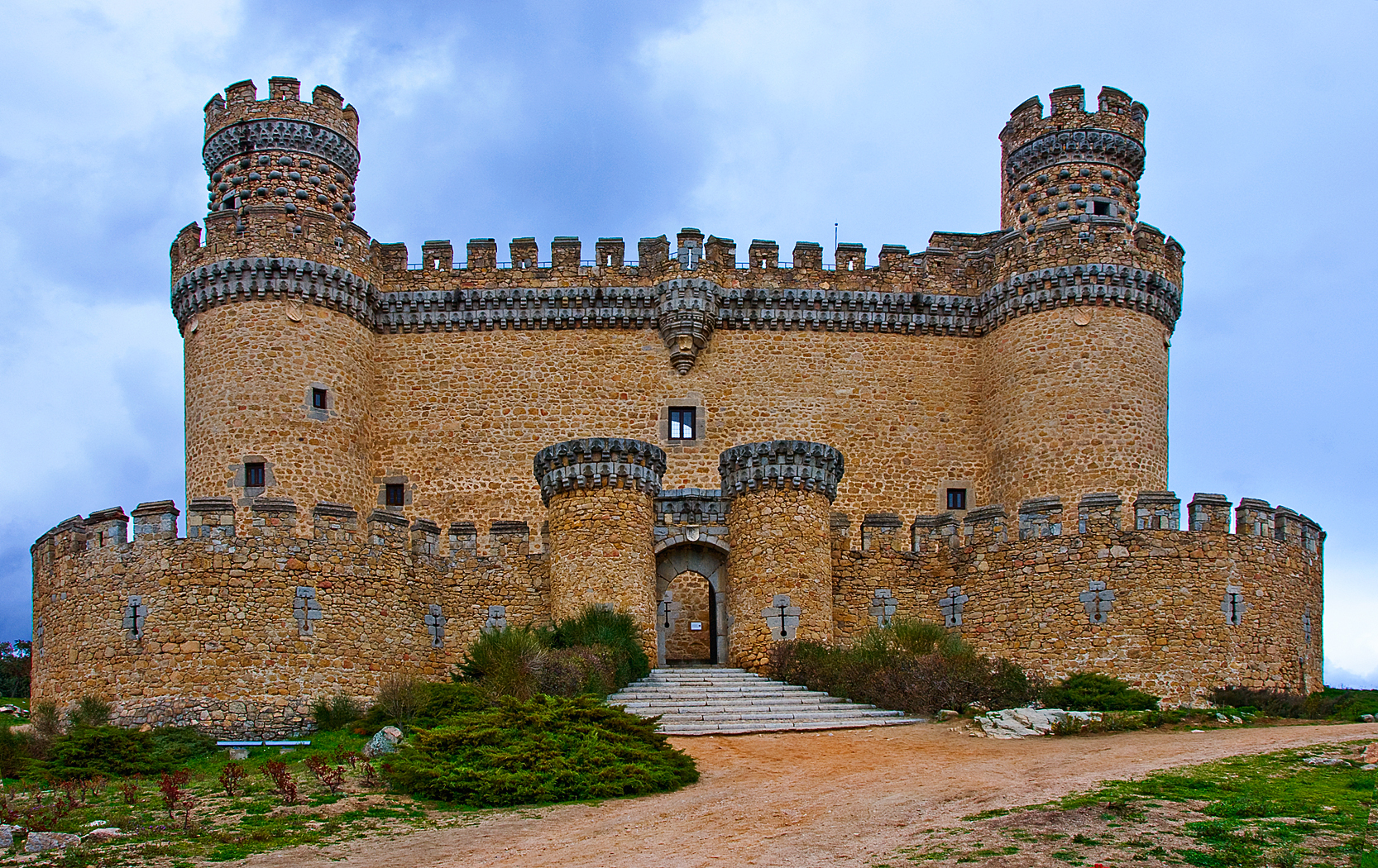
Castillo de Manzanares el Real, con sus saeteras cruciformes.
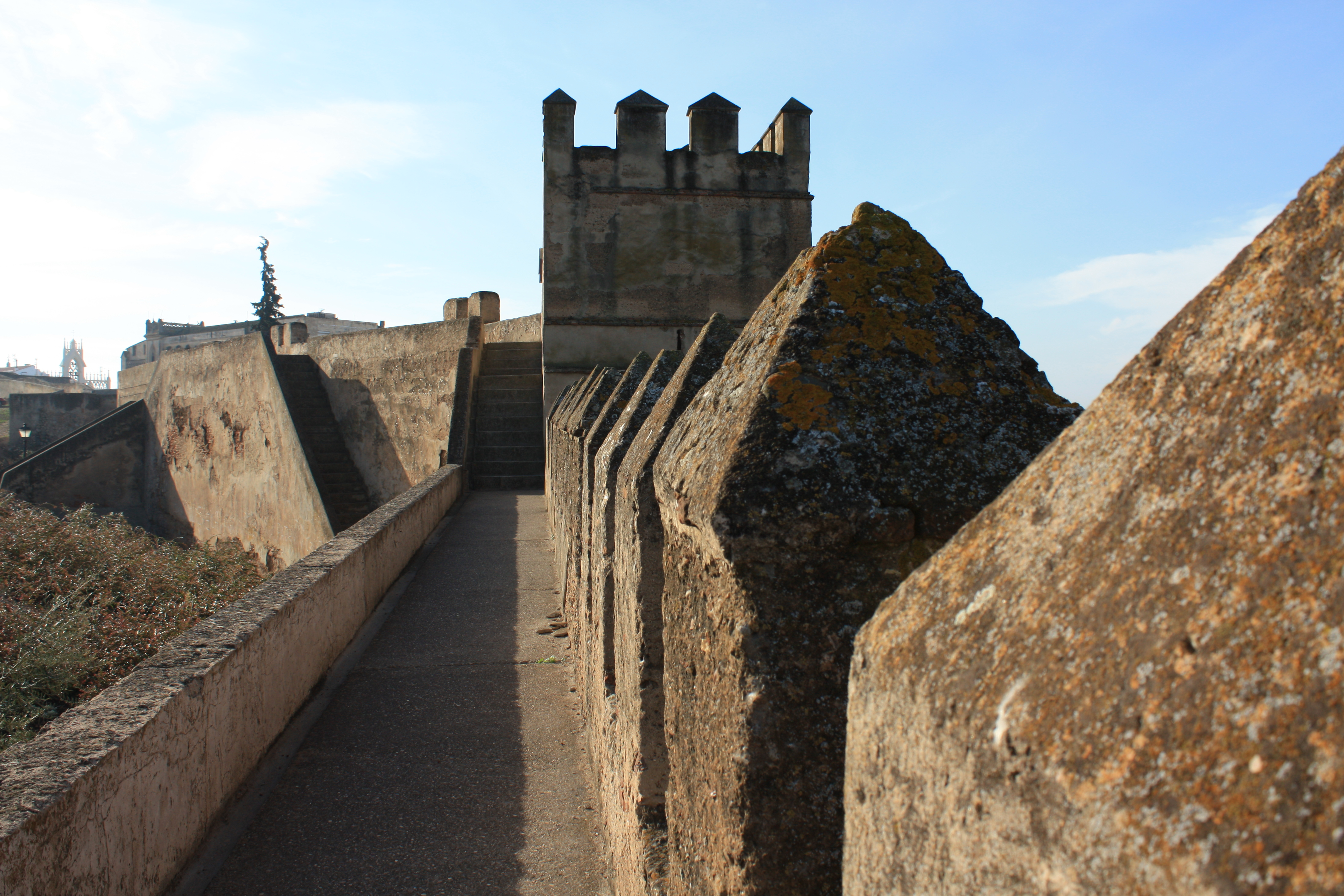
Recinto fortificado de la ciudad de Badajoz (España).

### Arquitectura civil
La arquitectura civil medieval adoleció inicialmente de la pérdida de importancia de la ciudad como consecuencia de la crisis urbana del bajo imperio romano, que implicó la pérdida de funciones de edificios públicos (teatros, anfiteatros, circos, termas, etc.), en beneficio de los religiosos. La ruralización implicó un mayor desarrollo de las villae, pero en la Alta Edad Media las residencias nobiliarias no se destacaron por sus características de arquitectura civil, sino por la necesidad de defensa, identificándose con los castillos. Únicamente algunos emperadores y reyes impulsaron programas constructivos en su corte (el Aula regia de los palacios carolingios (especialmente el de Carlomagno en Aquisgrán), los otonianos o el de Ramiro de Asturias.
En Oriente, Al-Ándalus  y la ribera sur del Mediterráneo, la ciudad musulmana conformó un urbanismo característico, en el que, junto a la defensiva y religiosa, tuvo una marcada presencia la función comercial (zoco, bazar, caravasar, alhóndiga). El urbanismo español hereda ciertas características de él (soportales, plaza del arrabal). En los momentos y lugares en que se establecía un poder político fuerte, se levantaron palacios de legendaria suntuosidad. Medina Azahara en la Córdoba del siglo X, Alhambra en la Granada de los siglos XIV-XV).
Fue en la Baja Edad Media cuando el nuevo ímpetu de las ciudades de Europa occidental demandó construcciones para las instituciones municipales (ayuntamiento en España, Town hall en Inglaterra, Hôtel de Ville en Francia, Stadhuis en Flandes, Rathaus en Alemania, palazzo communale, palazzo pubblico o signoria en Italia). Por su parte, la nobleza competía en la construcción de sus palacios, tanto rurales (pazos gallegos, chateaux franceses, manor houses inglesas) como urbanos. Además de las catedrales, los obispos consideraron conveniente la construcción de suntuosos palacios episcopales. Las universidades medievales fueron objeto de una tipología particular; así como los hospitales (Hospital de San Marcos de León, Hotel Dieu de Beaune). El hecho de que las cortes fueran itinerantes no incentivó el desarrollo de grandes proyectos constructivos de palacios reales, como sucedió en la Edad Moderna, sino de una red de palacios-fortaleza en puntos estratégicos de cada uno de los reinos (alcázares en Castilla); aunque sí se destacaron algunos (Torre de Londres, Palacio del Louvre en París, Palacio Real Mayor de Barcelona, Reales Alcázares de Sevilla). También se construyeron importantes edificios para las instituciones judiciales (Real Audiencia o Chancillería en Castilla, Conciergerie de París; Parlamentos regionales de Francia).
Los edificios de viviendas se construyeron con distintos tipos de materiales y estructuras propias de cada tradición local, de forma muy similar a la vivienda rural tradicional que ha llegado hasta la época actual. Se utilizaban comúnmente los materiales más asequibles (mampostería, adobe y entramado de madera) así como la práctica de ganar superficie proyectando hacia el exterior el piso superior (voladizo). El uso de tejas era escaso, reservándose para las casas ricas, siendo muy habituales las cubiertas de ramas, cañizo o césped.

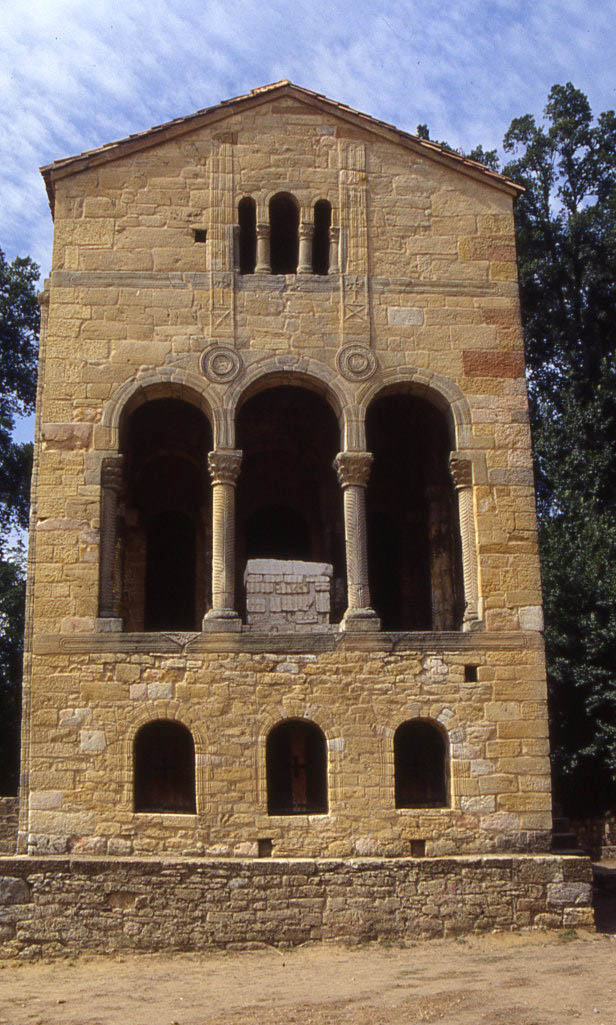
Palacio de Ramiro I de Asturias, siglo IX
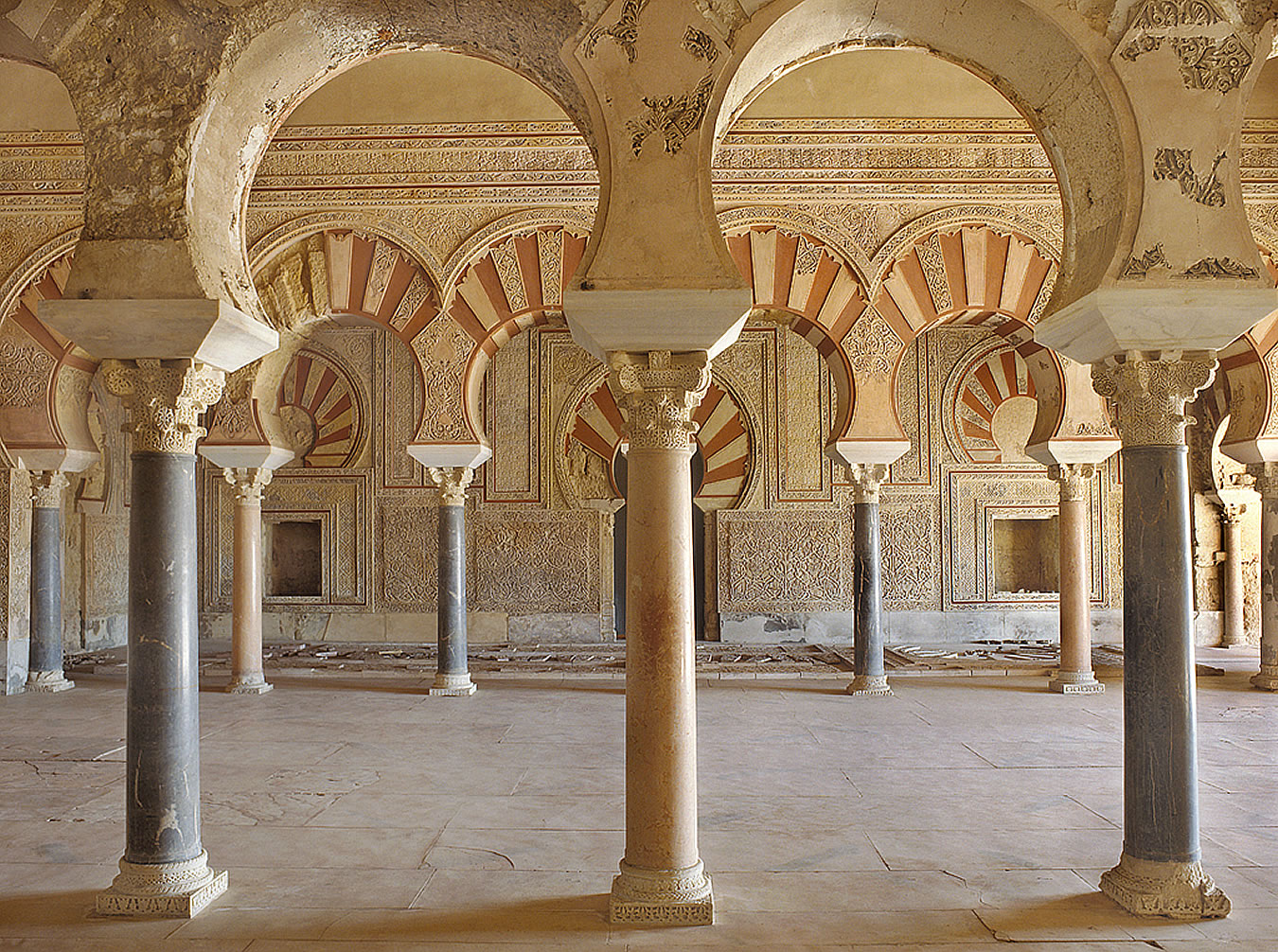
Salón rico de Medina Azahara, siglo X
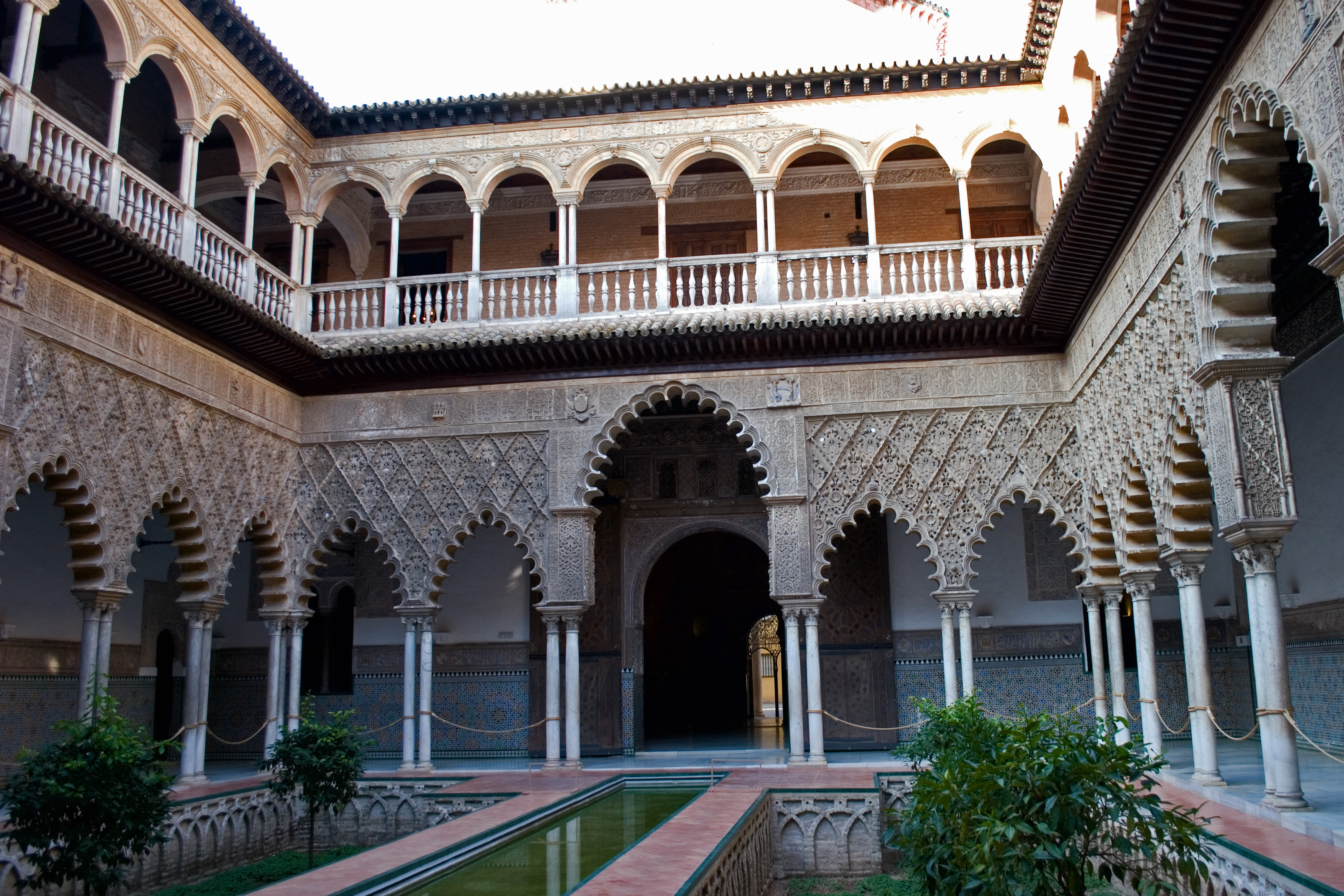
Reales Alcázares de Sevilla
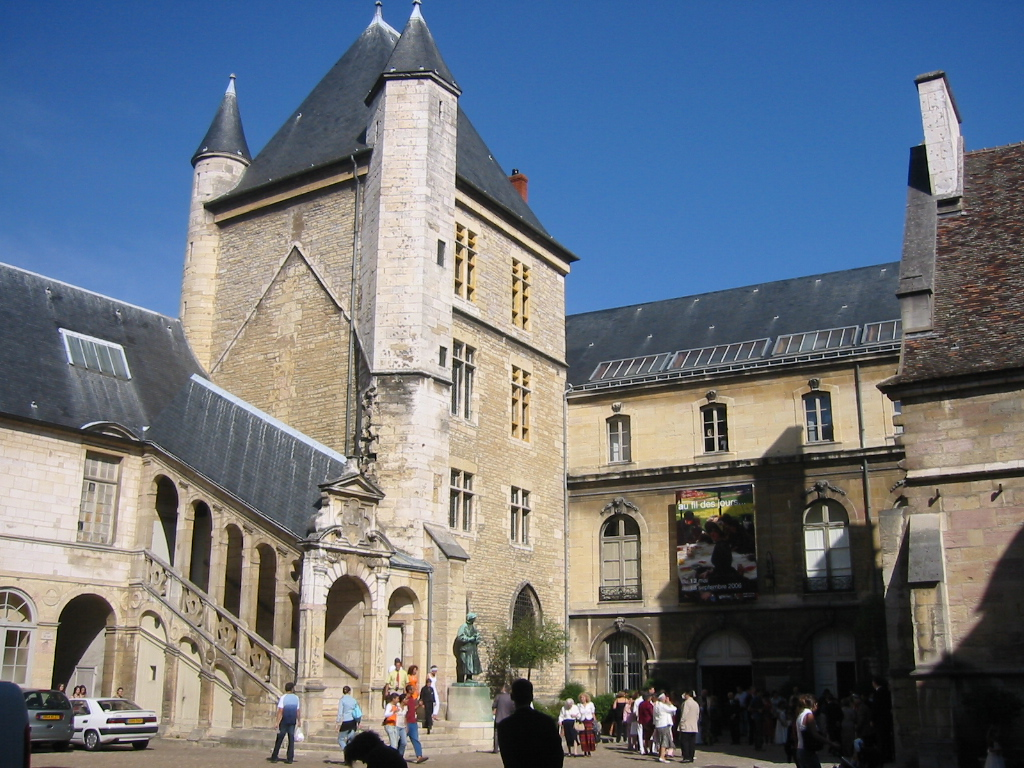
Palacio de los duques de Borgoña.
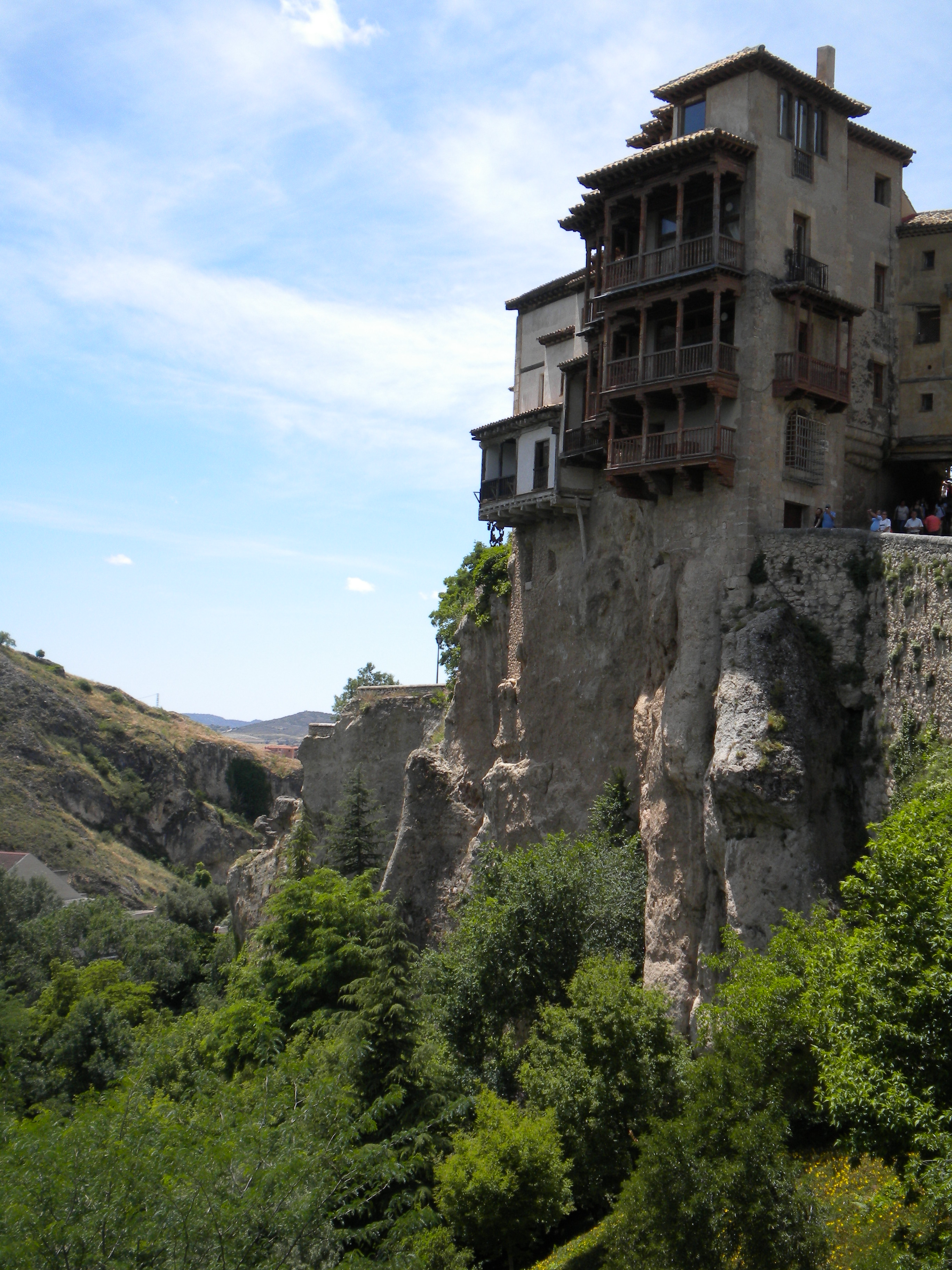
Casas colgadas en Cuenca, España.

## Fases estilísticas
En la Alta Edad Media la arquitectura paleocristiana da paso en Oriente a la bizantina y en Occidente al prerrománico. La arquitectura islámica se desarrolló en el Sur.

### Prerrománico
La determinación de estilos locales (arquitectura visigoda, merovingia, carolingia, asturiana, mozárabe, otoniana etc.) es problemática, y depende de elementos "historicistas" y "modernizadores" que se combinan con la oposición de influencias italianas, nórdicas, hispanas y bizantinas, y con el contexto sociopolítico y religioso.

Ejemplo de arquitectura prerrománica
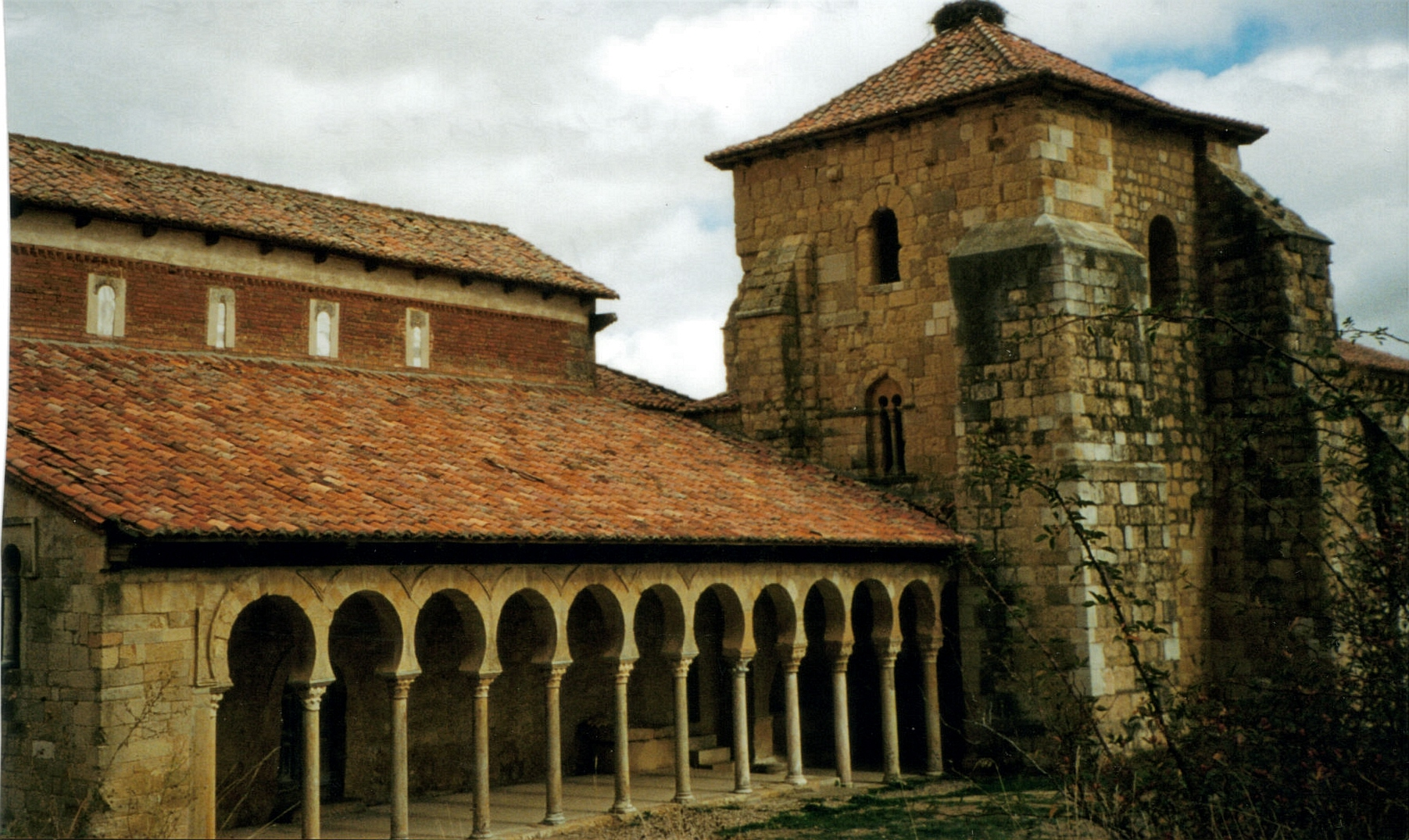
Monasterio de San Miguel de Escalada, arquitectura mozárabe (siglo X)
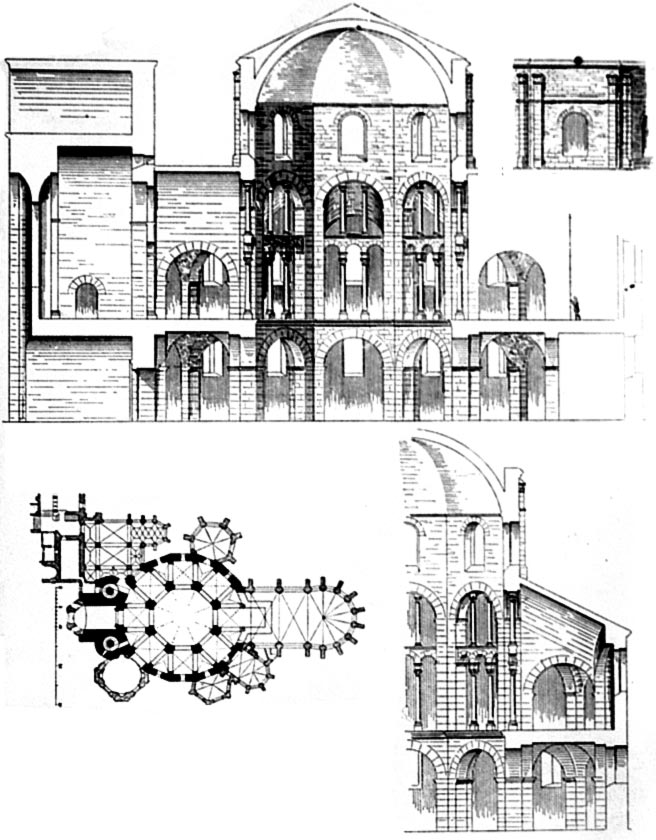
Capilla palatina de Aquisgrán, arquitectura carolingia (siglo VIII)
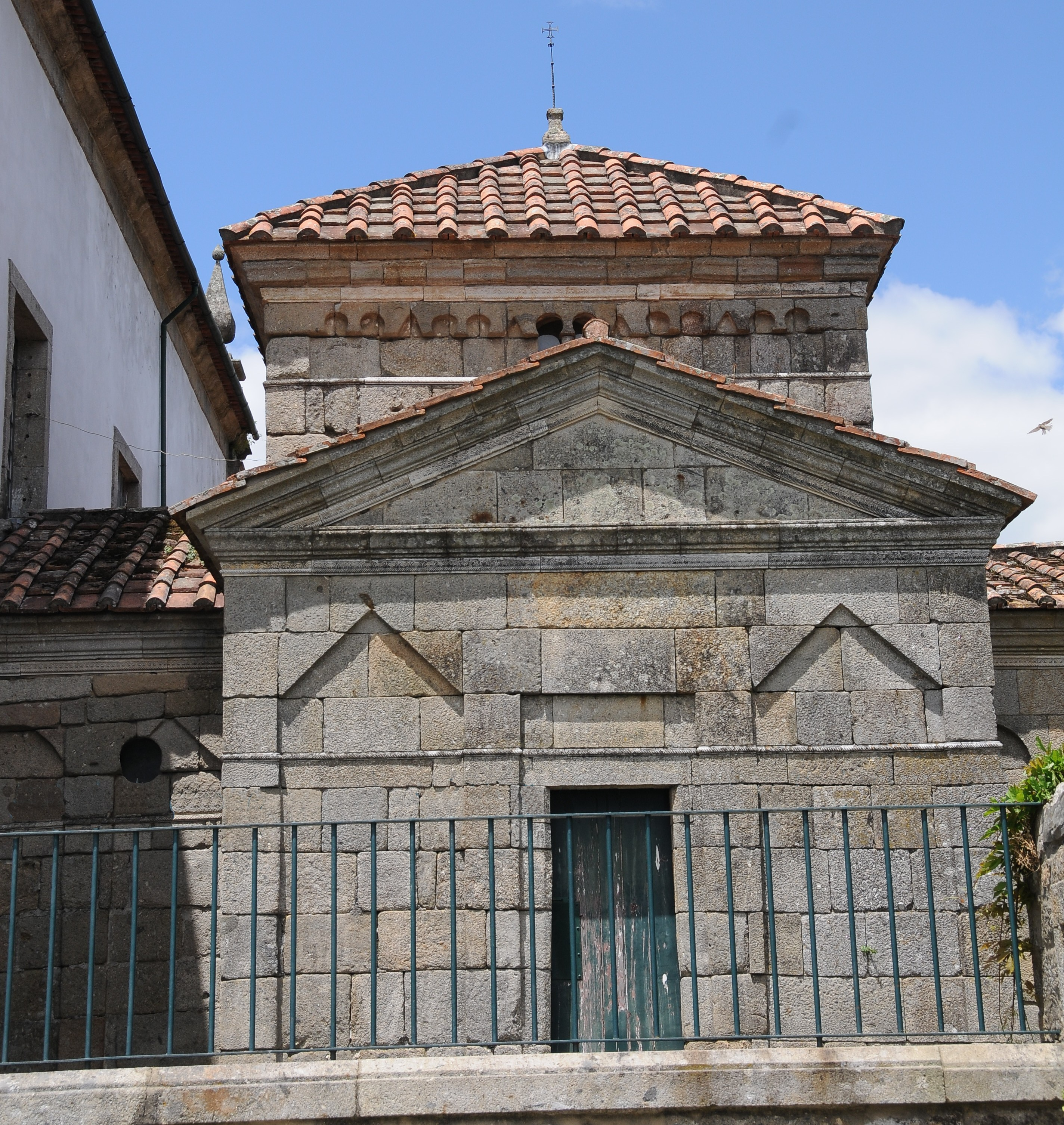
San Fructuoso de Montelius
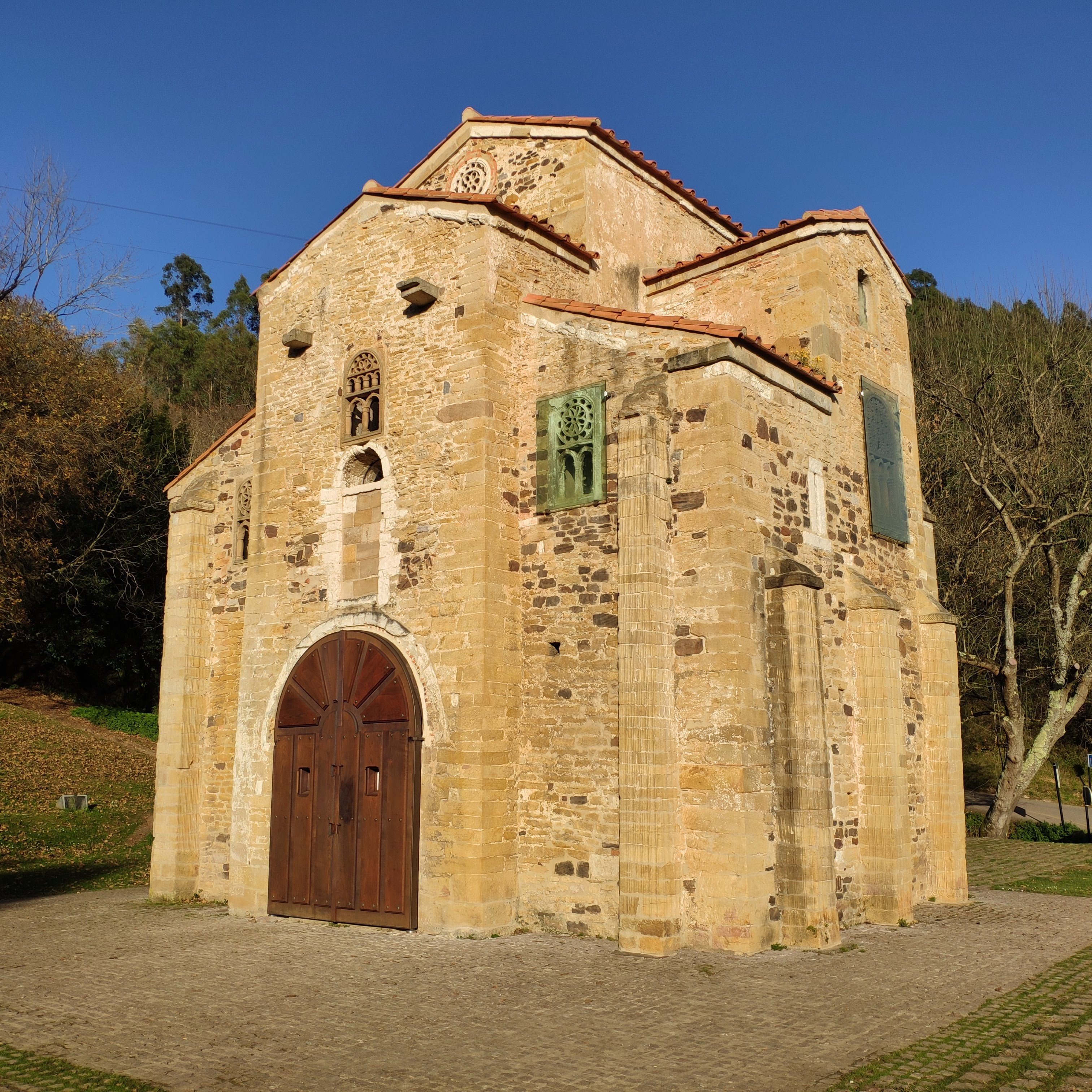
San Miguel de Lillo
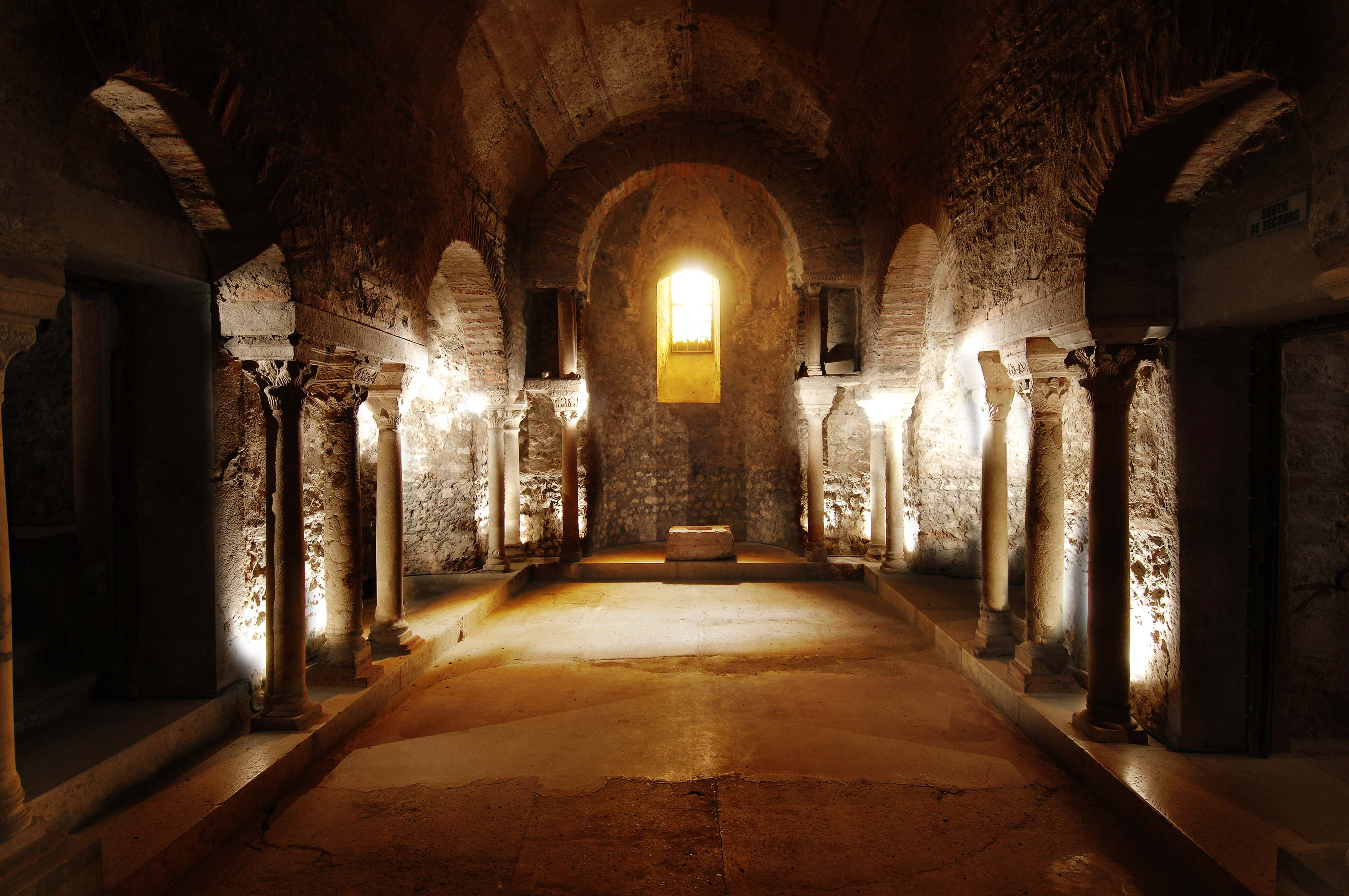
Cripta de Sant Oyand
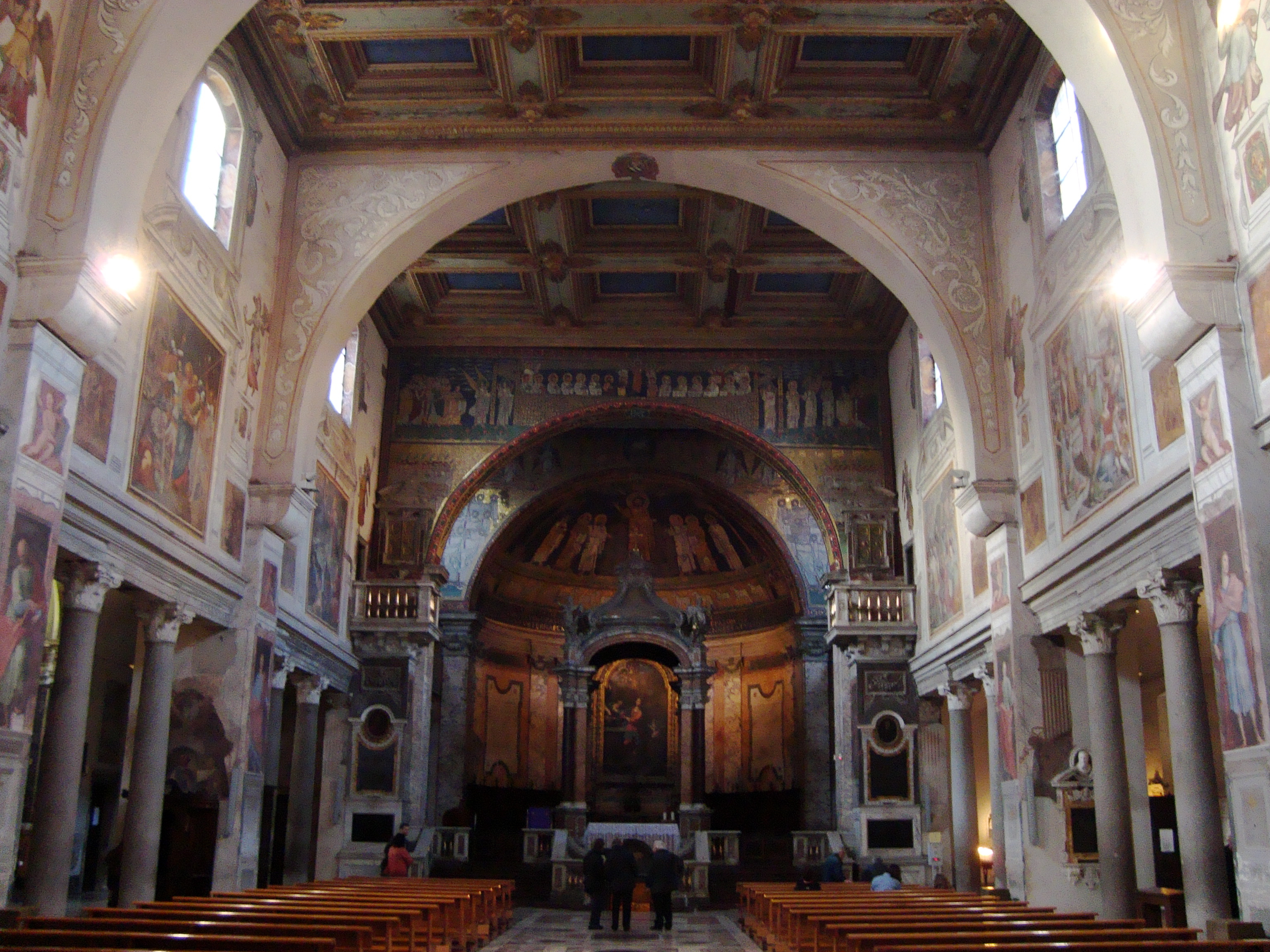
Basílica de Santa Práxedes de Roma
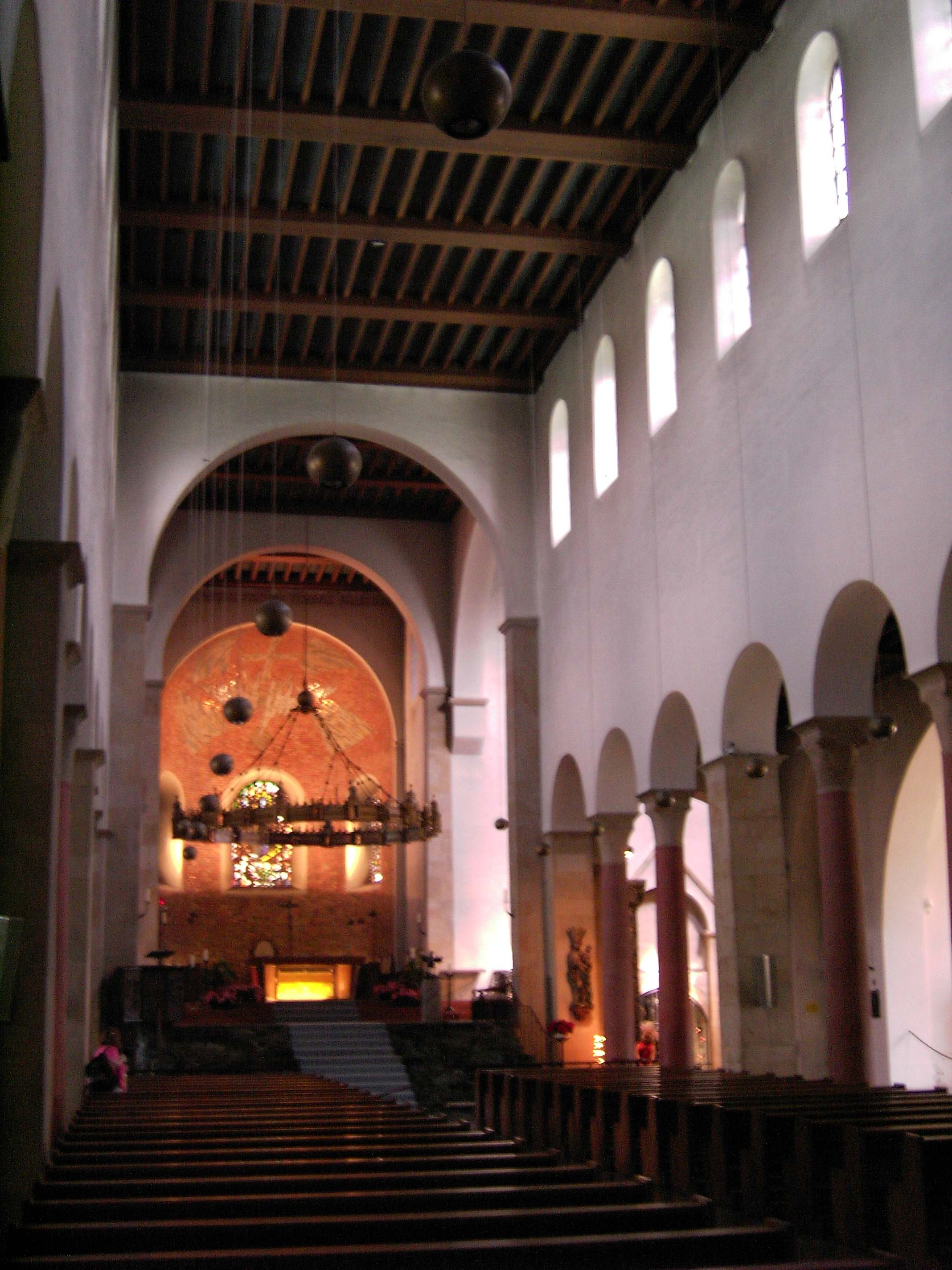
San Miguel de Hildesheim

### Báltico

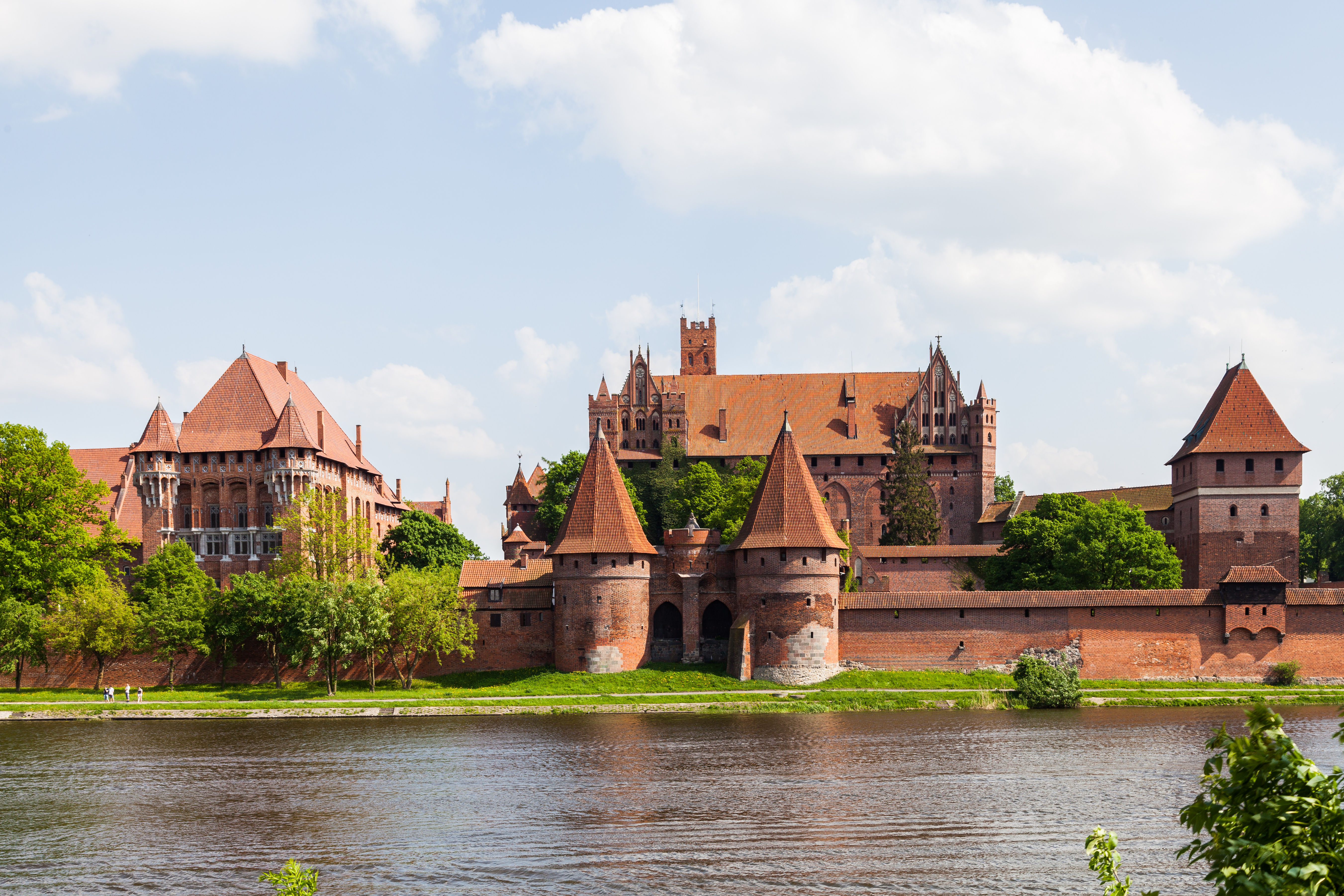
Castillo de Malbork, Polonia.

### Románico
La arquitectura románica fue el primer gran estilo arquitectónico creado en la Edad Media en Europa después de la decadencia de la civilización grecorromana. Su desarrollo estaba completamente establecido alrededor de 1060, pero los primeros signos de cambio fueron diferentes según las regiones y no hay consenso sobre una fecha para sus inicios, que van desde el siglo VI hasta el siglo XI. Tendrá varias etapas, fundamentalmente dos, conocidas como primer románico (o románico temprano o lombardo) y segundo románico (o alto románico o románico maduro). La arquitectura gótica fue el estilo que le sucedió gradualmente a partir del siglo XII.
El dinamismo monástico, las profundas aspiraciones religiosas y morales y la espiritualidad de las rutas de peregrinación en una Europa que había recobrado la paz, presidieron el nacimiento del arte románico y contribuyeron a convertirlo en un estilo verdaderamente nuevo, dotado de una profunda originalidad. La voluntad de liberar a la Iglesia de la tutela de los poderes seculares, las cruzadas, la reconquista cristiana en España con el colapso del califato de Córdoba, la desaparición del patrocinio real y principesco hicieron del arte románico el arte de toda la cristiandad medieval.
La arquitectura románica se desarrolló en una vasta área que iba desde la mitad norte de España hasta Irlanda, Escocia y la mitad de Escandinavia. La Europa del Este, los países eslavos desde Polonia a Eslovaquia, Bohemia y Moravia, Hungría y Eslovenia también adoptaron este estilo así como el conjunto de Italia con sus islas. Este espacio correspondía a la influencia de la Iglesia romana en la Edad Media, al área ocupada por la gran familia de los pueblos romano-germánicos, de los eslavos occidentales y de algunas reliquias étnicas. Los primeros centros del arte románico ya eran visibles alrededor del año mil: en Cataluña, en las estribaciones norte y sur de la parte oriental de los Pirineos; en la Lombardía, que se extendía desde la llanura central del Po hasta la Italia meridional; en Borgoña, en la zona fluvial del Saona; en Normandía, cerca del Canal de la Mancha; en el curso del bajo Rin hasta el Mosela; en la Alta Renania, desde Basilea hasta Maguncia; y en la Baja Sajonia entre el Elba y el Weser. Otras regiones conocieron un desarrollo más tardío de la arquitectura románica, cuya originalidad eclosionó en el siglo XI, como Westfalia, Toscana, Apulia, Provenza y Aquitania. Entre 1042 y 1066, Eduardo el Confesor, cuya madre era normanda, introdujo el arte románico en Inglaterra y después de la conquista de Inglaterra en 1066, los normandos integraron aportes anglosajones en el arte anglonormando.
En una Europa rural con escasos recursos materiales y técnicos, en ese período se construyeron muchos castillos y fortalezas, pero fueron muchas más las nuevas iglesias levantadas en ciudades y aldeas. Los monasterios y abadías constituían verdaderas factorías de desarrollo económico. Las más significativas fueron las grandes iglesias abaciales, muchas de ellas todavía en pie, más o menos completas y con frecuencia en uso, destacando el empuje de una innovadora y ambiciosa abadía borgoñona, Cluny, que desde allí irradiara a todo el continente. La enorme cantidad de iglesias construidas en el período románico fue sucedida por el período todavía más ocupado de la arquitectura gótica, que reconstruyó, parcial o totalmente, la mayoría de las iglesias románicas en áreas prósperas como Inglaterra y Portugal. Los mayores grupos de edificios románicos que se conservan están en las áreas que fueron menos prósperas en los periodos que siguieron, incluyendo partes de la Francia meridional, de la España norteña y de la Italia rural. La supervivencia de casas y palacios románicos no fortificados seculares, y de los cuartos domésticos de los monasterios es mucho más rara, pero en ellos se utilizaron y adaptaron las mismas características encontradas en los edificios religiosos, a una escala doméstica.
A nivel técnico, se pasó de la piedra partida con martillo al aparejo de piedra tallada y al desarrollo del pilar compuesto. En el plano arquitectónico, el arte románico introdujo la fachada armónica, la cabecera con deambulatorio, las bóvedas de medio cañón y apuntadas, de aristas y crucería con sus contrafuertes. La arquitectura románica combinó varias características de los edificios antiguos romanos y bizantinos con otras tradiciones locales, siendo reconocible por su cualidad masiva, sus gruesos muros, la falta de la escultura, los arcos de medio punto y los pilares robustos, las bóvedas de aristas, las grandes torres y las arcadas decorativas, a veces con banda lombarda. Básicamente de esa época se conserva una arquitectura religiosa en piedra, que estilísticamente es posible caracterizar por el uso del arco de medio punto como la reinterpretación del antiguo arco romano. Las columnas que soportan los arcos son generalmente cilíndricas y están rematadas con capiteles a menudo tallados con representaciones de animales, plantas y símbolos o más o menos geométricos. Cada edificio tiene formas claramente definidas, con frecuencia de una planta muy regular y simétrica; el aspecto general es de simplicidad en comparación con los edificios góticos que les van a seguir. El estilo se puede identificar a través de Europa, a pesar de las características nacionales y regionales y de los diferentes materiales empleados.
El concepto de «arte románico» apareció en Francia por primera vez en 1818. Los especialistas alemanes hacen remontar el nacimiento del arte románico justo después del arte otoniano y reservan el término estilo románico para la última fase de su evolución arquitectónica. La arquitectura románica en Inglaterra se conoce tradicionalmente como arquitectura normanda.
- Los grandes monumentos románicos declarados Patrimonio de la Humanidad
- La basílica de Saint-Remi, en Reims, Francia (siglos XI-XIII)
- La basílica de Vézelay (1120-1150), obra maestra de la escultura y arquitectura románicas borgoñonas
- Duomo de Módena (1099-1319), obra de Lanfranco y Wiligelmus, soberbio ejemplo de románico temprano
- La Piazza dei Miracoli de Pisa, con el Baptisterio  (1152-1363), la Catedral (1063-1118) y, al fondo, la Torre inclinada, uno de los mejores conjuntos urbanos del mundo
- Catedral de Espira (1030-1061), catedral imperial y edificio románico en pie más grande del mundo
- Catedral de Durham (1093-1104),  conserva casi su aspecto desde la época normanda
- Iglesia de San Clemente de Tahull (Lérida), influencia lombarda en el románico catalán

### Gótico
La arquitectura gótica es la forma artística sobre la que se formó la definición del arte gótico, el estilo artístico comprendido entre el románico y el Renacimiento, que se desarrolló en Europa Occidental —cristiandad latina— en la Baja Edad Media, desde finales del siglo XII hasta el siglo XV, aunque más allá de Italia las pervivencias góticas continuaron hasta los comienzos del siglo XVI.
Iniciada en la experimentación arquitectónica del siglo XII en la región de la Isla de Francia, se extendió por toda Europa como un estilo de marcada verticalidad, tanto en las torres como en las elevadas naves, permitida por los arcos apuntados y las bóvedas de crucería, cuyo peso se desplazaba por los arbotantes a contrafuertes exteriores, aligerando los muros, que acogen una cada vez mayor multiplicidad de capillas laterales. Pintura y escultura se libran de su dependencia de los muros (retablos).
El vocablo «gótico» es el adjetivo correspondiente a godo y fue utilizado en este contexto por primera vez por el arquitecto, pintor y escritor italiano Giorgio Vasari (1511-1574), quien en su famosa obra de biografías de pintores toscanos incluye varios capítulos sobre el arte en la Edad Media. En sentido peyorativo usó este término para denominar la arquitectura anterior al Renacimiento, propia de los bárbaros o godos, cuyos componentes le parecían confusos, desordenados y poco dignos, por contraste a la perfección y racionalidad del arte clásico. En su propia época, se solía denominar como opus francigenum (estilo francés), por referencia al origen de la innovación. Paradójicamente, en la España del siglo XVI se calificaba al gótico final (isabelino o plateresco) como la forma de construir a lo moderno, mientras que la arquitectura clasicista que introducía el renacimiento italiano era vista como una forma de construir a la antigua o a lo romano.
La arquitectura gótica puso especial énfasis en la ligereza estructural y la iluminación de las naves del interior de los edificios. Surgió del románico pero acabó oponiéndose a los volúmenes masivos y a la escasa iluminación interior de sus iglesias. Se desarrolló fundamentalmente en la arquitectura religiosa (monasterios e iglesias), teniendo su mayor éxito en la construcción de grandes catedrales, secular tarea en que competían las ciudades rivales; aunque también tuvieron importancia la arquitectura civil (palacios, lonjas comerciales, ayuntamientos, universidades, hospitales y viviendas particulares de la nueva burguesía urbana) y la arquitectura militar (castillos y murallas urbanas).
Los dos elementos estructurales básicos de la arquitectura gótica son el arco apuntado u ojival y la bóveda de crucería, cuyos empujes, más verticales que en el arco de medio punto, permiten una mejor distribución de las cargas y una altura muy superior. Además, la parte principal de las cargas son transmitidas desde las cubiertas directamente a contrafuertes exteriores al cuerpo central del edificio mediante arbotantes. El resultado libera a la mayor parte de los muros de su función sustentante (confiada a esbeltos pilares y baquetones), pudiendo ser perforados con vanos ocupados por amplias vidrieras y rosetones que dejan paso a la luz.
La arquitectura gótica tuvo su origen en las regiones de Normandía y la Isla de Francia, desde donde se difundió primero a todo el reino de Francia y posteriormente (ya a mediados del siglo XIII), sobre todo por la extensión del arte cisterciense y las rutas jacobeas, por el Sacro Imperio Romano Germánico y los reinos cristianos del norte de España (que durante ese periodo de la Reconquista se estaban imponiendo a los musulmanes del sur). En Inglaterra penetró pronto el estilo francés, aunque adquirió un fuerte carácter nacional. A Italia llegó tarde, no tuvo mucha aceptación, y su impacto fue muy desigual en las distintas regiones, siendo pronto sustituido por el Renacimiento.

## Espacios

### Escandinavia

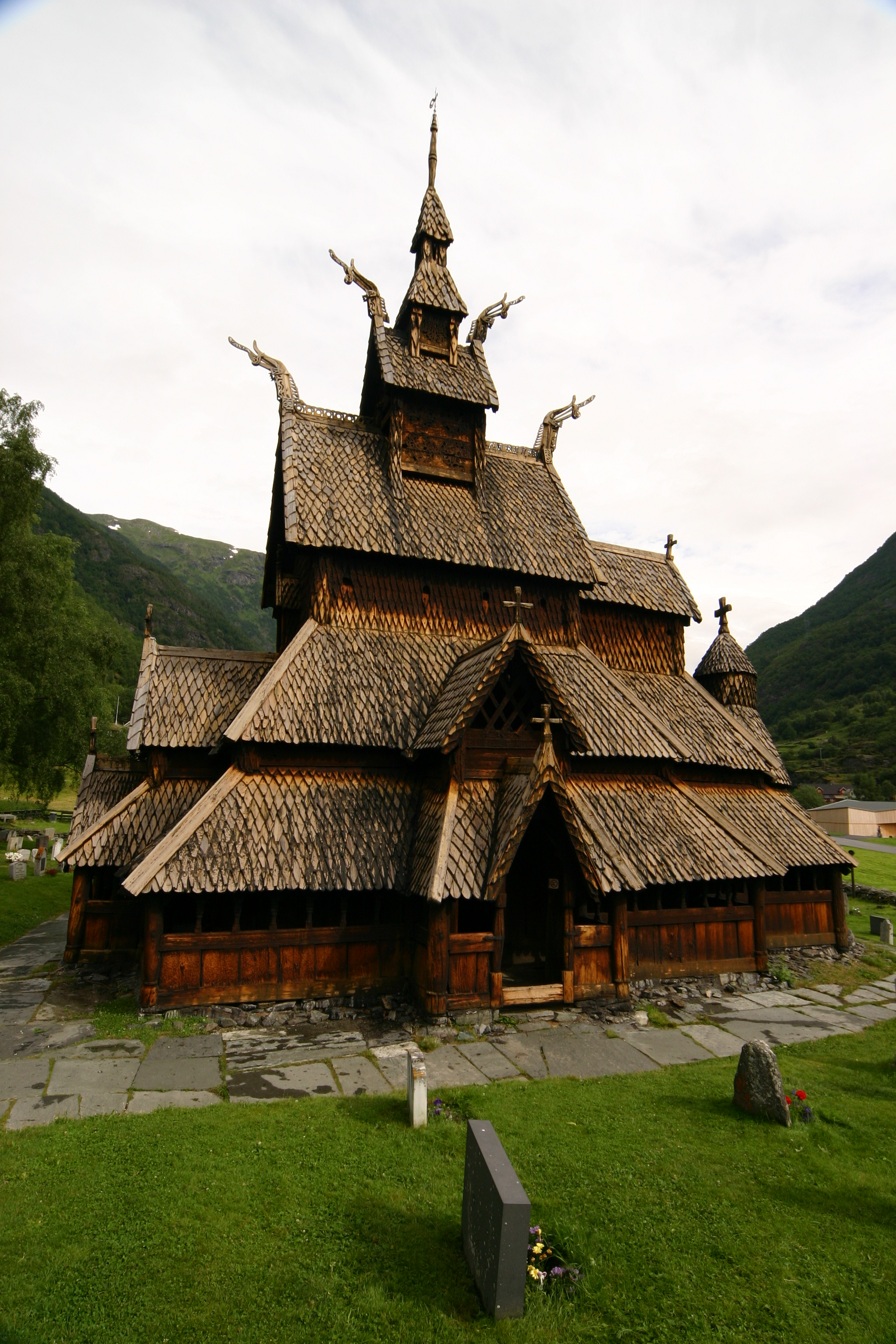
Iglesia de madera de Borgund.
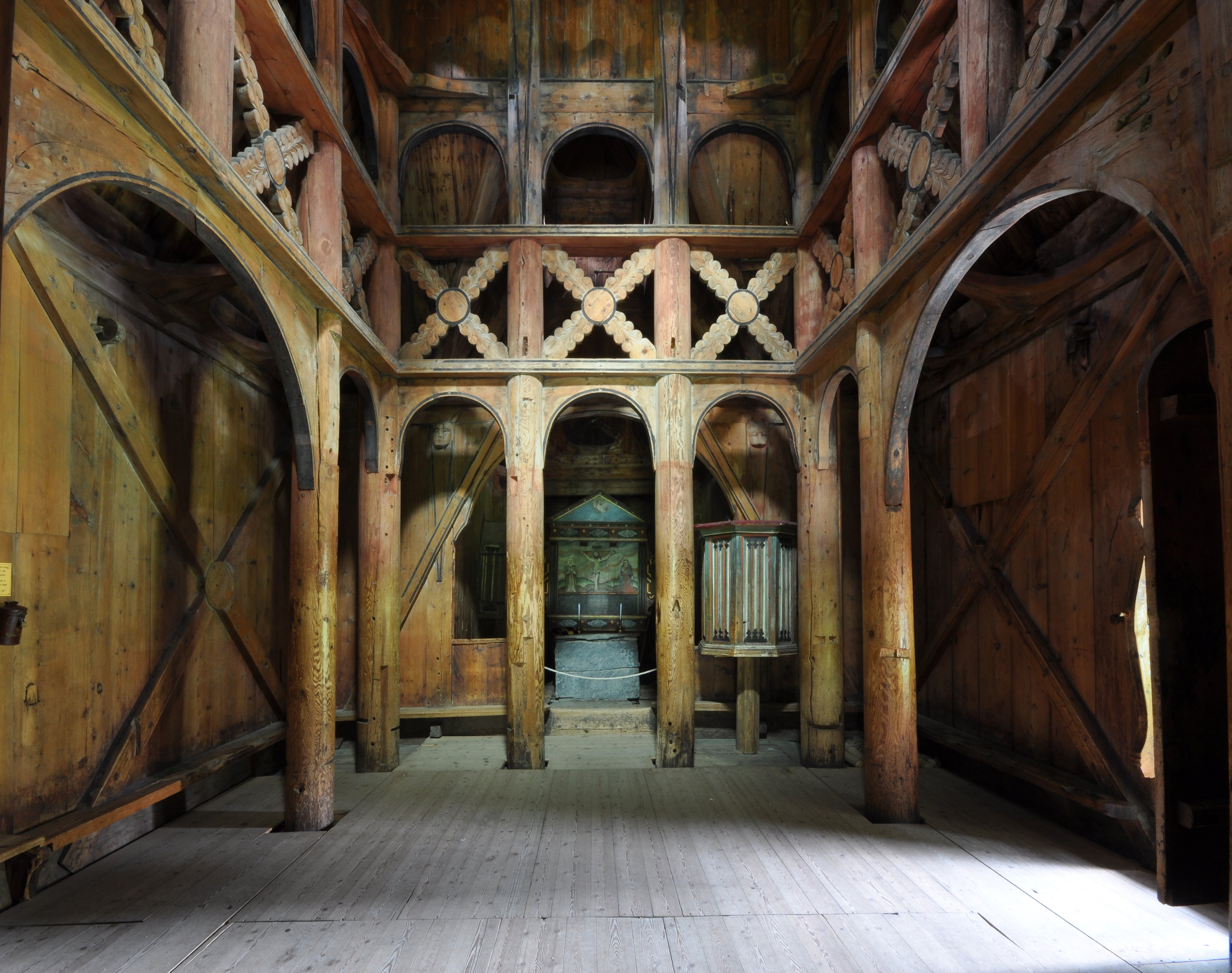
Ídem, interior.